# 明史
| 中國二十四史 | 中國二十四史   | 中國二十四史 | 中國二十四史 | 中國二十四史 |
| 次序         | 書名           | 作者         | 作者         |              |
| 次序         | 書名           | 姓名         | 時代         |              |
| ------------ | -------------- | ------------ | ------------ | ------------ |
| 1            | 史记           | 司馬遷       | 西漢         |              |
| 2            | 汉书           | 班固         | 東漢         |              |
| 3            | 后汉书         | 范曄         | 劉宋         |              |
| 4            | 三國志         | 陈寿         | 西晋         |              |
| 5            | 晋书           | 房玄龄等     | 唐           |              |
| 6            | 宋书           | 沈约         | 蕭梁         |              |
| 7            | 南齐书         | 萧子显       | 蕭梁         |              |
| 8            | 梁书           | 姚思廉       | 唐           |              |
| 9            | 陈书           | 姚思廉       | 唐           |              |
| 10           | 魏书           | 魏收         | 北齐         |              |
| 11           | 北齐书         | 李百药       | 唐           |              |
| 12           | 周书           | 令狐德棻等   | 唐           |              |
| 13           | 南史           | 李延寿       | 唐           |              |
| 14           | 北史           | 李延寿       | 唐           |              |
| 15           | 隋书           | 魏徵等       | 唐           |              |
| 16           | 旧唐书         | 刘昫等       | 后晋         |              |
| 17           | 新唐书         | 欧阳修等     | 北宋         |              |
| 18           | 旧五代史       | 薛居正等     | 北宋         |              |
| 19           | 新五代史       | 欧阳修       | 北宋         |              |
| 20           | 宋史           | 脱脱等       | 元           |              |
| 21           | 辽史           | 脱脱等       | 元           |              |
| 22           | 金史           | 脱脱等       | 元           |              |
| 23           | 元史           | 宋濂等       | 明           |              |
| 24           | 明史           | 张廷玉等     | 清           |              |
| 相關         | 東觀漢記       | 劉珍等       | 東漢         |              |
| 相關         | 新元史         | 柯劭忞       | 民國         |              |
| 相關         | 清史稿         | 趙爾巽等     | 民國         |              |
| 相關         | 點校本二十四史 | 顧頡剛等     | 共和國       |              |

《明史》是二十四史中的最後一部纪传体史书。清朝明史馆官修，张廷玉等主撰，乾隆四年（1739）首次刊印。
全書共三百三十二卷，計本紀二十四卷、志七十五卷、表十三卷、列傳二百二十卷；记明代史事，起自洪武元年（1368年），迄於崇祯十七年（1644年）:138，共277年的明朝历史。

## 編修過程
明史修纂歷時百年，史學家基本根據修纂過程分為四個階段。

### 初修
清朝从順治二年（1645年）始有修明史之議：該年四月十一日（癸亥），御史趙繼鼎上疏“奏請纂修《明史》，並博選文行鴻儒充總裁、纂修等官。”；五月，設館修纂明史:138，大學士冯铨、洪承疇、李建泰、范文程、刚林、祁充格为總裁；以詹霸、賴袞、伊圖、寧完我、蔣赫德、劉清泰、李若琳、胡世安、高爾儼、陳具慶、朱之俊為副總裁。设收掌官七员，满字誊录十员，汉字誊录三十六员。
但因為數次爭論，中途多次停止，杨椿回憶：“《明史》之初修也，在顺治二年，时……仿《通鉴》体仅成数帙。”直至康熙十七年（1678年），随着三藩之乱的基本平定，政治穩定，經濟富裕，才正式开始《明史》的纂修工作。康熙詔舉博学鸿儒143人于体仁阁，取上等20人，二等30人，成立明史編纂小組，以徐元文為監修，叶方霭、张玉书為總撰，加上“布衣”萬斯同、范錫同等纂修《明史》。鸿儒修史主要集中在康熙二十九年之前，開館不久，潘耒即上呈《请广秘府书籍以光文治疏》，请求悉访民间记载、奏议。徐元文上呈《请购明史遗书疏》，请求“征遗献”。朱彝尊上呈《史馆上总裁第一书》，指出“盖作史者，必先定其例，发其凡，而后一代之事可无纰缪”。黃宗羲、朱彝尊、毛奇齡、張烈、陸隴其等人建議放弃设置《道学传》，只立《儒林傳》。康熙二十二年左右，明史稿〈本纪〉和〈列传〉基本完成，汤斌撰《太祖本纪》，徐嘉炎撰《惠帝本纪》，朱彝尊撰《成祖本纪》，潘耒撰《食货志》，陆葇撰《选举志》，王源撰《兵志》，姜宸英撰《刑法志》，尤侗撰《艺文志》等。康熙二十三年史館擬定《明史》修纂的綱領性文件《修史條議》六十一條。康熙四十一年（1702年）四月八日，萬斯同因長期劳累，在京師王鴻緒家中去世，是年二月冬熊賜履進呈《明史》稿416卷，但“上覽之不悅，命交內閣細看”。

### 再修
康熙四十八年（1709年）正月王鴻緒捲入黨爭，以原官解任回籍續修《明史》，“搜残补缺，荟萃其全”，康熙五十二年，〈列传〉史稿的修订基本告竣，鴻緒又請宿儒李因篤協助審核，當時李因笃“老病在床褥，令二人捧稿，朗诵于枕侧。先生李因笃呼曰：‘改’。即加窜易涂抹，半载而毕功。”康熙五十三年（1714年）王鴻緒命其子圖煒賫呈明史列傳稿205卷，交明史館收藏，志、紀、表未具，次年，鴻緒奉旨回京，御纂《诗经传说汇纂》，充《省方盛典》承修總裁官；公務之餘，又取《明史》初稿之志、表和本紀，略作刪改，“或筆削乎舊文，或補綴其未備，或就正於明季之老儒，或咨訪於當代之博雅”，繼續纂修全稿，改舊志《河渠》、《食貨》、《藝文》、《地理》，又改《大臣表上》為《宰輔表》，《大臣表》中、下為《七卿表》，刪去《功臣》、《戚臣》、《宦幸》表。雍正元年（1723年）六月十七日，王鴻緒進呈明史稿310卷，體例均備，七月十八日內閣將之交明史館收藏。不久，王鴻緒將明史稿刻為己作，此即《橫雲山人明史稿》，不具萬斯同之名，其中列傳部份後被稱為《明外史》。是年八月十五日，王鴻緒即卒於京邸。张廷玉认为：“王鸿绪之史稿，经名人三十载之用心，进在彤闱，颁来密阁，首尾略具，事实颇详”。

### 三修
雍正元年十二月十九日，又開館三修《明史》，以隆科多、王頊齡為監修，徐元夢、張廷玉、朱軾等為總裁，孙嘉淦、乔世臣、汪由敦、杨椿等二十五人为纂修，第三度重修《明史》，但开馆不久，人员又迁转流失，纂修官“它任四出，留馆者数人而已”，致力其事者僅杨椿、汪由敦、吴麟等人，以致未有一卷史稿进呈。史館因修《清世祖實錄》而止:138。
雍正五年冬，张廷玉命纂修官杨椿、汪由敦协力完成《明史》纂修任务，雍正六年正月，杨椿负责永乐至正德九朝列传，胡宗绪负责嘉靖、隆庆、万历三朝，十二朝本纪由汪由敦与吴麟负责，至七月，杨椿「九朝列传」已经清誊校毕缴付史馆。郑江撰《明史稿》二十四卷，梅瑴成与修《天文志》、《历志》。
乾隆四年（1739年）夏《明史》終於定稿，七月二十五日張廷玉上表呈《明史》殿本全書336卷，张廷玉在《上明史表》中回顾纂修历程说：“聚官私之记载，核新旧之见闻，签帙虽多，祗牾互见。惟旧臣王鸿绪之史稿，经名人三十载之用心，进在彤闱，颁来秘阁，首尾略具，事实颇详。……苟是非之不谬，讵因袭之为嫌？爰即成编，用为初稿。”十月八日，大學士鄂爾泰等奏請按舊例頒發《明史》，准坊間翻刻，正式刊行。如果從順治二年（1645年）算起，到乾隆四年（1739年）刻成止，則歷時95年，近乎一個世紀之久。现通行的《明史》版本是乾隆四年的武英殿原刊本。

### 四修
乾隆四年，武英殿《明史》告竣之際，清高宗下旨仿《資治通鑑綱目》編輯《明紀綱目》，乾隆十一年成書。乾隆四十年（1775年）高宗覺得《明紀綱目》考核不夠精當，又詔修明史：“《明史》內於元時人、地名，對音訛舛，譯字鄙俚，尚沿舊時陋習，如「圖」作「兔」之類，既於字義無當，而垂之史冊，殊不雅馴。……《明史》乃本朝撰定之書，豈可轉聽其訛謬，現改辦《明紀綱目》，著將《明史》一併查改，以昭傳信。”，復命查繳原頒之書，諭協辦大學士英廉等「將原本逐一考覈添修，務令首尾詳明，辭義精當」，乾隆四十七年（1782年）《明史本紀》24卷成，被稱為「明史本紀新刊本」，世罕知之，乾隆五十四年（1789年）《明史》全書勘定成，併入《四庫全書》（有關明代的原始史料如《明一統志》，《明寶訓》，《明書》，《明實錄》，《明朝小史》，《明名臣經濟錄》，《明史記事本末》，《明道雜誌》等可閱於網際網路檔案館、欽定四庫全書總目提要和維基文庫）。

### 付梓

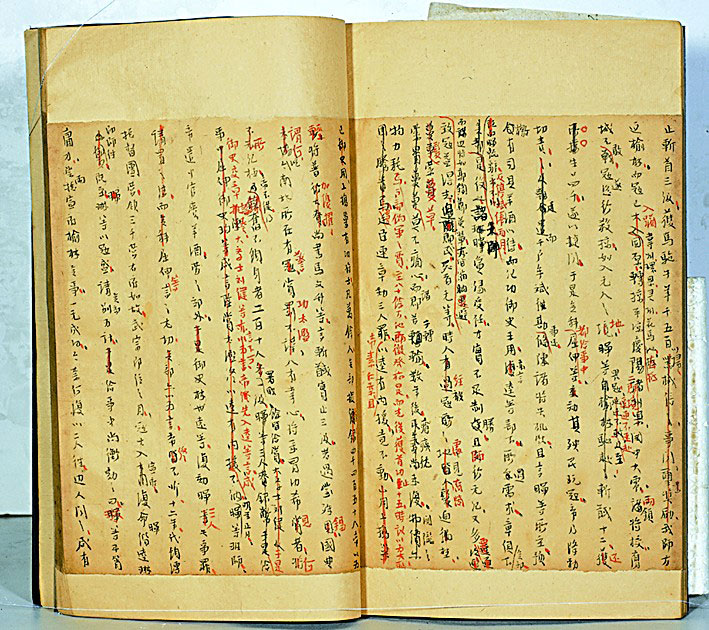
朱笔批改过的万斯同《明史稿》（《明史》底稿之一）。因政治需要，正史编纂过程中的篡改和美化不可避免

清廷雖下令開館編修《明史》，但是明史館一向結構鬆散，一般官員多為七品官，雖地位清高，但俸祿不多，因此常有開脫出缺的情況發生，編修人員也不一定每天到史館報到，亦常因其它“外務”而中斷，清廷對此並不嚴加管控，只視為新朝籠絡中原士人之舉。顺治九年（1652年）傅维鳞曾描述當時“事既简静，偃息多闲”“悲岁月之流迈”“止类编实录”“所纂不过二十余年，止类编实录，不旁采，工无庸多”。
康熙帝親政後，政局尚未穩定，他曾說：“朕聽政以來，以三藩及河務、漕運為三大事，夙夜廑念，曾書而懸之宮中柱上。”三藩之亂平定後，目標又轉至河務與漕運，對於《明史》的修撰仍非首要迫切。《明史》初稿大部份成於萬斯同之手，所有史官撰写的初稿都送他复审，均无一差错。萬斯同為《明史》可謂耗盡了畢生的精力，晚年雙眼已盲，在钱名世协助下，殫精竭虑地修改史稿，有时因考证一事，往往“集书盈尺者四五或八九不止。”诚所謂“修故国之史以报故国，愿成一代之史以报先朝”。钱大昕说：“乾隆初，大学士张公廷玉等奉诏刊定《明史》，以王公鸿绪《史稿》为本而增损之，王氏稿大半出先生（万斯同）手。”
清朝經學家楊椿有言：“《明史》成於國初遺老之手，而萬季野功尤多。紀、傳長於表志，而萬曆以後各傳，又長於中葉以前。袁崇煥、左良玉、李自成傳，原稿皆二巨冊。刪述融汰，結構宏肅，遠在宋、元諸史上。”

## 版本
“殿本”和“庫本”是明史差異最大的兩個版本。庫本除更改元代譯名外，〈本紀〉的論贊亦多有修改。
四庫本是殿本刊行後經過修改的本子。《明史》在乾隆四年刊成後，至乾隆四十年，清高宗因其中有關元時人名、地名對音訛舛，譯字鄙俚，諭令改訂，並就原版扣算字數刊正。四十二年，又因《本紀》中發現其他疏略，不足以資論定。諭令補纂，成《本紀》二十四卷。當時重刊後迄未頒行，外間流傳絕少，民國二十一年（1932年）故宮博物院始有影印本。當時《志》、《表》、《列傳》改定之本，邵懿辰在方略館見到時，即已不全。

## 體例

### 清修武英殿本
武英殿本《明史》于乾隆四年刊行，為現通行的《明史》版本。《明史》共三百三十二卷，卷一至卷二四为本纪，卷二五至卷九九为志，卷一〇〇至卷一一二为表，卷一一三至卷三三二为列传，规模仅次于《宋史》。

#### 本紀
〈本纪〉所占不足全书十分之一，字数所占不及全书二十五分之一，列惠帝，但不列兴宗（惠帝之父朱标）、睿宗（世宗之父朱祐杬），钱大昕称：“其例有创前史所未有者。如《英宗实录》附景泰七年事，称郕戾王，而削其庙号，此当时史臣曲笔。今分英宗为前后两纪，而列景帝纪于中，斟酌最为尽善。”
| 卷册 | 目录     | 内容     |  | 卷册 | 目录     | 内容         |
| ---- | -------- | -------- |  | ---- | -------- | ------------ |
| 卷1  | 本紀第1  | 太祖一   |  | 卷13 | 本紀第13 | 憲宗一       |
| 卷2  | 本紀第2  | 太祖二   |  | 卷14 | 本紀第14 | 憲宗二       |
| 卷3  | 本紀第3  | 太祖三   |  | 卷15 | 本紀第15 | 孝宗         |
| 卷4  | 本紀第4  | 惠帝     |  | 卷16 | 本紀第16 | 武宗         |
| 卷5  | 本紀第5  | 成祖一   |  | 卷17 | 本紀第17 | 世宗一       |
| 卷6  | 本紀第6  | 成祖二   |  | 卷18 | 本紀第18 | 世宗二       |
| 卷7  | 本紀第7  | 成祖三   |  | 卷19 | 本紀第19 | 穆宗         |
| 卷8  | 本紀第8  | 仁宗     |  | 卷20 | 本紀第20 | 神宗一       |
| 卷9  | 本紀第9  | 宣宗     |  | 卷21 | 本紀第21 | 神宗二、光宗 |
| 卷10 | 本紀第10 | 英宗前紀 |  | 卷22 | 本紀第22 | 熹宗         |
| 卷11 | 本紀第11 | 景帝     |  | 卷23 | 本紀第23 | 愍帝一       |
| 卷12 | 本紀第12 | 英宗後紀 |  | 卷24 | 本紀第24 | 愍帝二       |

#### 志
汤斌于康熙二十一年（1682年）充任《明史》总裁，編有《天文志》、《五行志》和《曆志》。《明史·食货志》共六卷，由潘耒據王原《明食货志》撰成，“将明代《实录》通纂一过，凡片言只字，有关食货者，悉行节出，琐细庞杂，不厌其详”，後來潘耒因事被黜，再由王鸿绪加以删削。《艺文志》四卷由黄虞稷撰写，依经、史、子、集排述。《地理志》有七卷，是篇幅最大者，詳述两京十三省的沿革。《河渠志》共六卷，黄河占两卷，介绍全国水文治理和水利利用状况。《兵志》介绍明代军事制度，共四卷。第三卷「边防、海防、民壮、土兵」，介绍明朝九邊。《刑法志》共三卷，出自姜宸英之手，介绍明代法律。第三卷介绍廷杖和锦衣卫诏狱。
| 卷册 | 目录   | 内容   |  | 卷册 | 目录   | 内容   |  | 卷册 | 目录   | 内容   |
| ---- | ------ | ------ |  | ---- | ------ | ------ |  | ---- | ------ | ------ |
| 卷25 | 志第1  | 天文一 |  | 卷50 | 志第26 | 禮四   |  | 卷75 | 志第51 | 職官四 |
| 卷26 | 志第2  | 天文二 |  | 卷51 | 志第27 | 禮五   |  | 卷76 | 志第52 | 職官五 |
| 卷27 | 志第3  | 天文三 |  | 卷52 | 志第28 | 禮六   |  | 卷77 | 志第53 | 食貨一 |
| 卷28 | 志第4  | 五行一 |  | 卷53 | 志第29 | 禮七   |  | 卷78 | 志第54 | 食貨二 |
| 卷29 | 志第5  | 五行二 |  | 卷54 | 志第30 | 禮八   |  | 卷79 | 志第55 | 食貨三 |
| 卷30 | 志第6  | 五行三 |  | 卷55 | 志第31 | 禮九   |  | 卷80 | 志第56 | 食貨四 |
| 卷31 | 志第7  | 曆一   |  | 卷56 | 志第32 | 禮十   |  | 卷81 | 志第57 | 食貨五 |
| 卷32 | 志第8  | 曆二   |  | 卷57 | 志第33 | 禮十一 |  | 卷82 | 志第58 | 食貨六 |
| 卷33 | 志第9  | 曆三   |  | 卷58 | 志第34 | 禮十二 |  | 卷83 | 志第59 | 河渠一 |
| 卷34 | 志第10 | 曆四   |  | 卷59 | 志第35 | 禮十三 |  | 卷84 | 志第60 | 河渠二 |
| 卷35 | 志第11 | 曆五   |  | 卷60 | 志第36 | 禮十四 |  | 卷85 | 志第61 | 河渠三 |
| 卷36 | 志第12 | 曆六   |  | 卷61 | 志第37 | 樂一   |  | 卷86 | 志第62 | 河渠四 |
| 卷37 | 志第13 | 曆七   |  | 卷62 | 志第38 | 樂二   |  | 卷87 | 志第63 | 河渠五 |
| 卷38 | 志第14 | 曆八   |  | 卷63 | 志第39 | 樂三   |  | 卷88 | 志第64 | 河渠六 |
| 卷39 | 志第15 | 曆九   |  | 卷64 | 志第40 | 儀衞   |  | 卷89 | 志第65 | 兵一   |
| 卷40 | 志第16 | 地理一 |  | 卷65 | 志第41 | 輿服一 |  | 卷90 | 志第66 | 兵二   |
| 卷41 | 志第17 | 地理二 |  | 卷66 | 志第42 | 輿服二 |  | 卷91 | 志第67 | 兵三   |
| 卷42 | 志第18 | 地理三 |  | 卷67 | 志第43 | 輿服三 |  | 卷92 | 志第68 | 兵四   |
| 卷43 | 志第19 | 地理四 |  | 卷68 | 志第44 | 輿服四 |  | 卷93 | 志第69 | 刑法一 |
| 卷44 | 志第20 | 地理五 |  | 卷69 | 志第45 | 選舉一 |  | 卷94 | 志第70 | 刑法二 |
| 卷45 | 志第21 | 地理六 |  | 卷70 | 志第46 | 選舉二 |  | 卷95 | 志第71 | 刑法三 |
| 卷46 | 志第22 | 地理七 |  | 卷71 | 志第47 | 選舉三 |  | 卷96 | 志第72 | 藝文一 |
| 卷47 | 志第23 | 禮一   |  | 卷72 | 志第48 | 職官一 |  | 卷97 | 志第73 | 藝文二 |
| 卷48 | 志第24 | 禮二   |  | 卷73 | 志第49 | 職官二 |  | 卷98 | 志第74 | 藝文三 |
| 卷49 | 志第25 | 禮三   |  | 卷74 | 志第50 | 職官三 |  | 卷99 | 志第75 | 藝文四 |

#### 表
表由万斯同主編，除《诸王》、《功臣》、《外戚》、《宰辅》外，又增设《七卿表》，仿自《汉书·公卿表》，七卿即六部尚書及都察院都御史。
从结构上明史采纳了从《史记》开始流传下来的纪传体结构，一共分本纪24卷、志75卷、列传220卷和表13卷。其卷数在二十四史中仅次于《宋史》，但論其修纂时间之久，用力之勤卻遠遠超过了以前的史書。
| 卷册  | 目录  | 内容       |  | 卷册  | 目录   | 内容         |  | 卷册  | 目录   | 内容       |
| ----- | ----- | ---------- |  | ----- | ------ | ------------ |  | ----- | ------ | ---------- |
| 卷100 | 表第1 | 諸王世表一 |  | 卷105 | 表第6  | 功臣世表一   |  | 卷110 | 表第11 | 宰輔年表二 |
| 卷101 | 表第2 | 諸王世表二 |  | 卷106 | 表第7  | 功臣世表二   |  | 卷111 | 表第12 | 七卿年表一 |
| 卷102 | 表第3 | 諸王世表三 |  | 卷107 | 表第8  | 功臣世表三   |  | 卷112 | 表第13 | 七卿年表二 |
| 卷103 | 表第4 | 諸王世表四 |  | 卷108 | 表第9  | 外戚恩澤侯表 |  |       |        |            |
| 卷104 | 表第5 | 諸王世表五 |  | 卷109 | 表第10 | 宰輔年表一   |  |       |        |            |

#### 列传
〈列传〉共二百二十卷，占全书三分之二，可略分为「类传」和「专传」两大类。有重複事蹟者，则举一人立传，他人在后各附一小传，如《孙承宗传》中记柳河之役，只注「语在马世龙传中」；《刘岜传》弹劾刘瑾，后附十余人小传。类传包括《后妃》、《诸王》、《公主》、《循吏》、《儒林》、《文苑》、《忠义》、《孝义》、《隐逸》、《方伎》、《外戚》、《列女》、《宦官》、《阉党》、《佞幸》、《奸臣》、《流贼》、《土司》、《外国》、《西域》等，〈列女傳〉共三卷，記載二百八十七位忠孝、節烈婦女，大量取自王鴻緒編纂的《橫雲山人明史列傳稿》。由於《明史》一再強調綱常名教，因此在〈忠義傳〉、〈孝義傳〉、〈列女傳〉等目羅列近二千人。列傳中专列〈阉党傳〉、〈流贼傳〉和〈土司傳〉三目為明朝一代專有議題，《阉党传》列四十六人，属於刘瑾党者有七人，其餘皆魏忠贤党。〈流贼傳〉稱李自成、张献忠等為流賊，为统治者总结经验：“自唐赛儿以下，本末易竟，事具剿贼诸臣传中。独志其亡天下者，立《李自成、张献忠传》。”“至于亡明，剿抚之失，足为炯鉴。”。陸以湉在其《冷廬雜識》稱：“阉党、佞幸、奸臣列于宦官之后流贼之前，其嫉之也深，而贬之也至矣。”
| 卷冊  | 目錄      | 内容 |
| ----- | --------- | --- |
| 卷113 | 列傳第1   | 后妃一：太祖孝慈高皇后 孙贵妃 李淑妃 郭宁妃、惠帝马皇后、成祖仁孝徐皇后 王贵妃 权贤妃、仁宗诚孝张皇后、宣宗恭让胡皇后 孝恭孙皇后 吴贤妃 郭嫔、英宗孝莊钱皇后 孝肃周太后、景帝汪废后 肃孝杭皇后、宪宗吴废后 孝贞王皇后 孝穆纪太后 孝惠邵太后 万贵妃 |
| 卷114 | 列傳第2   | 后妃二：孝宗孝康张皇后、武宗孝静夏皇后、世宗孝洁陈皇后 张废后 孝烈方皇后 孝恪杜太后、穆宗孝懿李皇后 孝安陈皇后 孝定李太后、神宗孝端王皇后 刘昭妃 孝靖王太后 郑贵妃、光宗孝元郭皇后 孝和王太后 孝纯刘太后 李康妃 李莊妃 赵选侍、熹宗懿安张皇后 张裕妃、莊烈帝愍周皇后 田贵妃 |
| 卷115 | 列傳第3   | 興宗孝康皇帝 孝康皇后 呂太后、睿宗興獻皇帝 獻皇后 |
| 卷116 | 列傳第4   | 諸王一：宗室十五王；太祖诸子一：秦王樉 簡王誠泳 汧陽王誠洌、晉王棡 平陽王濟熿 慶成王濟炫 西河王奇溯 新堞、周王橚 鎮平王有爌 博平王安㳚 南陵王睦楧 鎮國將軍安𣵿 鎮國中尉睦㮮 鎮國中尉勤熨、楚王楨 武岡王顯槐、齊王榑、潭王梓、趙王杞、魯王檀 以海 歸善王當沍 輔國將軍當濆 奉國將軍健根 安丘王當澻 壽𮢅 |
| 卷117 | 列傳第5   | 諸王二：太祖诸子二：蜀王椿、湘王柏、代王桂 （隱王仕㙻 昭王充燿 恭王廷埼） 襄垣王遜燂 靈丘王遜烇 成𨨣 廷鄣、肅王楧 （康王瞻燄 簡王祿埤）、遼王植 （惠王恩𨯀 憲㸅）、慶王㮵 （定王台浤 惠王鼒枋 安塞王秩炅） 寘鐇、寧王權 （靖王奠培） 上髙王宸濠 （石城王奠堵 宸浮 宸浫） 謀㙔 （拱榣 多煌） |
| 卷118 | 列傳第6   | 諸王三：太祖诸子三：岷王楩、谷王橞、韓王松 襄陽王沖秌、瀋王模 沁水王珵堦 清源王幼㘧、安王楹、唐王桱 三城王芝垝 文城王彌鉗 彌鋠 聿鍵、郢王棟、伊王㰘、皇子楠、靖江王守謙 父文正 亨嘉；兴宗诸子：虞王雄英、吳王允熥、衡王允熞、徐王允𤐤；惠帝诸子：太子文奎、少子文圭；成祖诸子：高煦、高爔、趙王高燧 |
| 卷119 | 列傳第7   | 諸王四：仁宗诸子：鄭王瞻埈 載堉 廬江王載堙、越王瞻墉、蘄王瞻垠、襄王瞻墡 棗陽王祐楒、荊王瞻堈、淮王瞻墺、滕王瞻塏、梁王瞻垍、衛王瞻埏；英宗诸子：德王見潾、許王見淳、秀王見澍、崇王見澤、吉王見浚、忻王見治、徽王見沛；景帝子：懷獻太子見濟；宪宗诸子：悼恭太子祐極、岐王祐棆、益王祐檳、衡王祐楎 新樂王載壐、雍王祐枟、壽王祐榰、汝王祐梈、涇王祐橓、榮王祐樞、申王祐楷；孝宗子：蔚王厚煒 |
| 卷120 | 列傳第8   | 諸王五：世宗诸子：哀沖太子載基、莊敬太子載壑、景王載圳、潁王載𪉖、戚王載、薊王載㙺、均王載；穆宗诸子：憲懷太子翊釴、靖王翊鈴、潞王翊鏐；神宗诸子：邠王常溆、福王常洵 由崧、沅王常治、瑞王常浩、惠王常潤、桂王常瀛 由榔；光宗诸子：簡王由㰒、齊王由楫、懷王由模、湘王由栩、惠王由橏；熹宗诸子：懷沖太子慈然、悼懷太子慈焴、獻懷太子慈炅；莊烈帝诸子：太子慈烺、懷王慈烜、定王慈炯、永王慈炤、悼靈王慈煥、悼懷王 |
| 卷121 | 列傳第9   | 公主：仁祖二女：太原長公主、曹國長公主 李貞；太祖十六女：臨安公主 李祺、寧國公主、梅殷合傳、崇寧公主、安慶公主 歐陽倫、汝寧公主、懷慶公主 王寧、大名公主 李堅、福清公主、壽春公主、南康公主 胡觀、永嘉公主 郭鎮、含山公主 尹清、汝陽公主 謝達、寶慶公主 趙輝、福成慶陽二主 王克恭 黃琛；興宗四女：江都公主 耿璿、宜倫郡主、南平郡主；成祖五女：永安公主、袁容合傳、永平公主、李讓合傳、安成公主、咸寧公主 宋瑛、常寧公主；仁宗七女：嘉興公主 井源、慶都公主、清河公主、真定公主、德安公主、延平公主、德慶公主；宣宗二女：順德公主 石璟、常德公主；英宗八女：重慶公主 周景、嘉善公主、淳安公主 蔡震、崇德公主、廣德公主、宜興公主、隆慶公主、嘉祥公主；景帝一女：固安公主；憲宗五女：仁和公主、永康公主 崔元、德清公主 林嶽、長泰公主、仙遊公主；孝宗三女：太康公主、永福公主、鄔景和合傳、永淳公主；睿宗二女：長寧公主、善化公主；世宗五女：常安公主、思柔公主、寧安公主、歸善公主、嘉善公主；穆宗六女：蓬萊公主、太和公主、壽陽公主 侯拱辰、永寧公主、瑞安公主 萬煒、延慶公主 王昺；神宗十女：榮昌公主、壽寧公主 冉興讓；光宗九女：懷淑公主、寧德公主、遂平公主 齊贊元、樂安公主 鞏永固；熹宗二女；莊烈帝六女：坤儀公主、長平公主 |
| 卷122 | 列傳第10  | 郭子興 子天敘 張天祐、韓林兒 父山童 劉福通 |
| 卷123 | 列傳第11  | 陳友諒 子理 徐壽輝 熊天瑞 周時中 元震、張士誠 莫天祐、方國珍 劉仁本 詹鼎、明玉珍 子昇 劉禎 丁世貞 |
| 卷124 | 列傳第12  | 擴廓帖木兒（王保保） 李思齊 張思道 張昶 蔡子英、陳友定 鄭定 王瀚 伯顏子中 劉湛、把匝剌瓦爾密 |
| 卷125 | 列傳第13  | 徐達 子輝祖（長子欽 曾孫俌） 增壽等、常遇春 子茂 升 |
| 卷126 | 列傳第14  | 李文忠 子景隆 增枝、鄧愈 子鎮、湯和 曾孫胤勣、沐英 子春 子晟 子昂 昂孫璘 瓚 晟孫琮 琮侄孫崑 崑子紹勛 紹勛子朝輔 朝弼 朝弼子昌祚 昌祚曾孫天波 |
| 卷127 | 列傳第15  | 李善長、汪廣洋 |
| 卷128 | 列傳第16  | 劉基 子璉（璉子畾） 璟 楊憲、宋濂 子璲 兄子慎、葉琛、章溢 子存道 |
| 卷129 | 列傳第17  | 馮勝 兄國用 納哈出、傅友德 弟友文、廖永忠 趙仲中 趙庸、楊璟、胡美 |
| 卷130 | 列傳第18  | 吳良 子高、康茂才 子鐸、丁德興、耿炳文 父君用、郭英 曾孫勛、華雲龍、韓政、仇成、張龍、吳復 周武、胡海、張赫、華高、張銓、何真 |
| 卷131 | 列傳第19  | 顧時、吳禎、薛顯、郭興 弟德成、陳德 子鏞、王志、梅思祖、金朝興、唐勝宗、陸仲亨、費聚、陸聚、鄭遇春 兄遇霖、黃彬、葉升 |
| 卷132 | 列傳第20  | 朱亮祖、周德興、王弼、藍玉 曹震 张翼 张温 陈桓 朱寿 曹兴、謝成、李新 |
| 卷133 | 列傳第21  | 廖永安、俞通海 父廷玉 弟通源 淵、胡大海 養子德濟 欒鳳、耿再成、張德勝 養子汪興祖、趙德勝 張子明 李繼先 牛海龍 趙國旺 徐明躍 張德山 夏茂成 朱潛 許珪 劉齊 朱文華 趙天麟 葉琛 萬思誠【以上南昌廟忠臣】 丁普郎 張志雄 余昶 陳弼 徐公輔 韓成 宋貴 陳兆先 昌文貴 李信 王勝 劉義 李志高 王咬住等【以上康郎山廟忠臣】 程國勝、桑世傑 劉成、茅成 楊國興、胡深、孫興祖 子恪、曹良臣 周顯 常榮 張耀、濮英 光 嚴德 孫虎 劉廣 劉林 袁興 |
| 卷134 | 列傳第22  | 何文輝 徐司馬、葉旺、馬雲合傳、繆大亨 武德 張鑒、蔡遷 陳文、王銘、甯正 袁義、金興旺 費子賢、花茂、丁玉、郭雲 王溥 |
| 卷135 | 列傳第23  | 陳遇 弟遠 秦從龍、葉兌、范常 潘庭堅 子黼、宋思顏 夏煜、郭景祥、李夢庚合傳 王濂 毛騏 子驤、楊元杲、阮弘道合傳 汪河、孔克仁 |
| 卷136 | 列傳第24  | 陶安 錢用壬、詹同 子徽、朱升、崔亮 牛諒 答祿與權 張籌 朱夢炎 劉仲質、陶凱、曾魯 秦約 陳思道、任昂、李原名、樂韶鳳 |
| 卷137 | 列傳第25  | 劉三吾 汪叡 朱善、安然 王本 杜佑 龔斅 杜斅 吳源 趙民望 李幹 何顯周、吳伯宗 鮑恂 任亨泰、吳沉、桂彥良 李希顏 徐宗實 陳南賓 劉淳 董子莊 趙季通 楊黼 金實 蕭用道 宋子環、宋訥 王嘉會 許存仁 張美和 聶鉉 貝瓊、趙俶 錢宰 蕭執 陳觀、李叔正、劉崧、羅復仁 孫汝敬 |
| 卷138 | 列傳第26  | 陳修 滕毅 趙好德 翟善 李仁 吳琳、楊思義 滕德懋 范敏 費震 張琬、周禎 劉惟謙 周湞 端復初 李質 黎光 劉敏、楊靖 淩漢 嚴德珉、單安仁 朱守仁、薛祥 秦逵 趙翥 趙俊、唐鐸 沈溍、開濟 |
| 卷139 | 列傳第27  | 錢唐 程徐、韓宜可 周觀政 歐陽韶、蕭岐 門克新、馮堅、茹太素 曾秉正、李仕魯 陳汶輝、葉伯巨、鄭士利 兄士元 方徵、周敬心、王樸、張衡 |
| 卷140 | 列傳第28  | 魏觀、陶垕仲 王佑、劉仕貆 王溥 徐均、王宗顯 王興宗 呂文燧 王興福 蘇恭讓 趙庭蘭、王觀 楊卓 羅性、道同 歐陽銘、盧熙 兄熊 王士弘 倪孟賢 郎敏、青文勝 |
| 卷141 | 列傳第29  | 齊泰、黃子澄 楊任、方孝孺 盧原質 鄭公智 林嘉猷 子昭 鄭居貞 劉政 方法 樓璉、練子寧 宋徵 葉希賢、茅大芳 周璿、卓敬 郭任 盧迥、陳迪 黃魁 巨敬、景清 連楹、胡閏 高翔、王度 戴德彜 謝昇 丁志方 甘霖 董鏞 陳繼之 韓永 葉福 |
| 卷142 | 列傳第30  | 鐵鉉、暴昭 侯泰、陳性善 彭與明 陳植 王彬 崇剛、張昺 謝貴 彭二 葛誠 余逢辰 杜奇、宋忠 余瑱 彭聚 孫泰、馬宣 曾浚 卜萬 朱鑒 石撰、瞿能 莊得 楚智 皂旗張 王指揮 楊本、張倫 陳質、顏伯瑋 唐子清 黃謙 向樸 鄭恕 鄭華、王省、姚善 錢芹、陳彥回 張彥方 |
| 卷143 | 列傳第31  | 王艮 高遜志、廖昇 魏冕 鄒瑾 龔泰、周是修、程本立、黃觀、王叔英、黃鉞 曾鳳韶、王良、陳思賢 龍溪六生 台溫二樵、程通 黃希范 葉慧仲 黃彥清 蔡運 石允常、高巍 韓郁、高賢寧、王璡、周縉、牛景先 程濟 河西傭等 |
| 卷144 | 列傳第32  | 盛庸、平安、何福、顧成 孫興祖 興祖孫溥 溥子仕隆 仕隆子寰 |
| 卷145 | 列傳第33  | 姚廣孝、張玉 子輗 軏 從子信、朱能 子勇 勇玄孫希忠、丘福 李遠 遠子安 王忠 王聰 火真 火真孫斌、譚淵 子忠、王真、陳亨 子懋 徐理 陳文 房寬 劉才 |
| 卷146 | 列傳第34  | 張武、陳珪、孟善、鄭亨、徐忠、郭亮、趙彝、張信 唐雲、徐祥 孫亨、李濬 子隆 瑾、孫巖 房勝、陳旭、陳賢 子智、張興、陳志、王友 |
| 卷147 | 列傳第35  | 解縉、黃淮、胡廣 父子祺、金幼孜、胡儼 |
| 卷148 | 列傳第36  | 楊士奇、楊榮 曾孫旦、楊溥 馬愉 |
| 卷149 | 列傳第37  | 蹇義、夏原吉 俞士吉 李文郁 鄒師顏 |
| 卷150 | 列傳第38  | 郁新、趙羾、金忠、李慶、師逵、古朴 向寶、陳壽 馬京 許思溫、劉季箎、劉辰、楊砥、虞謙 呂升 仰瞻 嚴本、湯宗 |
| 卷151 | 列傳第39  | 茹瑺、嚴震直、張紞 毛泰亨、王鈍 子瀹、鄭賜、郭資、呂震、李至剛、方賓、吳中、劉觀 |
| 卷152 | 列傳第40  | 董倫 王景、儀智 子銘、鄒濟 子幹 徐善述 王汝玉 梁潛 潛子楘、周述 從弟孟簡、陳濟 陳繼 楊翥 俞山 俞綱 潘辰、王英、錢習禮、周敍 劉儼、柯潛 羅璟、孔公恂 司馬恂 |
| 卷153 | 列傳第41  | 宋禮 藺芳、陳瑄 孫豫 豫子銳 銳子熊 熊從子圭 圭子王謨 王瑜、周忱 |
| 卷154 | 列傳第42  | 張輔 子懋 高士文 徐政、黃福、劉儁 呂毅 劉昱、陳洽 侯保 馮貴 伍雲 陳忠 李任 劉子輔 何忠 徐麒 易先 周安、李彬 子賢 孫勇 勇從子熙、柳升 崔聚 史安 陳鏞 李宗昉 潘禋、梁銘 子珤、王通 陶季容 陳汀 |
| 卷155 | 列傳第43  | 宋晟 子琥、薛祿 郭義 金玉、劉榮 子安、朱榮、費瓛、譚廣、陳懷 馬亮、蔣貴 孫琬、任禮、趙安、趙輔、劉聚 |
| 卷156 | 列傳第44  | 吳允誠 子克忠 管者 孫瑾、薛斌 子綬 弟貴 李賢、吳成 滕定 金順、金忠 蔣信、李英 從子文、毛勝、焦禮、毛忠 孫銳、和勇、羅秉忠 |
| 卷157 | 列傳第45  | 金純、張本、郭敦、郭璡、鄭辰、柴車、劉中敷 子璉 孫機、張鳳、周瑄 子綋、楊鼎 翁世資、黃鎬、胡拱辰、陳俊、林鶚、潘榮、夏時正 |
| 卷158 | 列傳第46  | 黃宗載、顧佐 邵玘 陳勉 賈諒 嚴升、段民 吾紳、章敞 徐琦 劉戩、吳訥 朱與言、魏驥、魯穆、耿九疇、軒輗 陳復、黃孔昭 |
| 卷159 | 列傳第47  | 熊概 葉春、陳鎰、李儀 丁璿、陳泰、李棠 曾翬、賈銓、王宇、崔恭、劉孜 宋傑 邢宥、李侃 雷復 李綱、原傑、彭誼、牟俸、夏壎 子鍭、高明、楊繼宗 |
| 卷160 | 列傳第48  | 王彰、魏源、金濂、石璞 王巹、羅通、羅綺 張固、張瑄、張鵬、李裕 |
| 卷161 | 列傳第49  | 周新、李昌祺 蕭省身、陳士啓、應履平、林碩、況鍾 朱勝、陳本深 羅以禮 莫愚 趙泰、彭勖 孫鼎、夏時、黃潤玉、楊瓚 王懋 葉錫 趙亮、劉實、陳選 張褧、夏寅、陳壯、張昺、宋端儀 |
| 卷162 | 列傳第50  | 尹昌隆、耿通 陳諤、戴綸 林長懋、陳祚 郭循、劉球 子鉞 釪、陳鑑 何觀、鍾同 孟玘 楊集、章綸 子玄應、廖莊、倪敬 盛㫤等、楊瑄 子源 盛顒 周斌等 |
| 卷163 | 列傳第51  | 李時勉、陳敬宗、劉鉉 薩琦、邢讓 李紹、林瀚 子庭㭿 庭機 孫燫 烴、謝鐸、魯鐸 趙永 |
| 卷164 | 列傳第52  | 鄒緝 鄭維桓 柯暹、弋謙 黃驥、黃澤 孔友諒、范濟、聊讓 郭佑 胡仲倫 華敏 賈斌、左鼎 練綱、曹凱 許仕達、劉煒 尚褫、單宇 姚顯 楊浩、張昭 賀煬、高瑤 黎淳 虎臣 |
| 卷165 | 列傳第53  | 陶成 子魯、陳敏、丁瑄 柳華 柴文顯 汪澄、王得仁 子一夔、葉禎、伍驥、毛吉、林錦、郭緒、姜昂 子龍 |
| 卷166 | 列傳第54  | 韓觀、山雲、蕭授 吳亮、方瑛 陳友、李震、王信 都勝 郭鋐、彭倫、歐磐、張祐 |
| 卷167 | 列傳第55  | 曹鼐 張益、鄺埜 父子輔、王佐 丁鉉 王永和 鄧棨 龔全安 黃養正 戴慶祖 王一居 包良佐 鮑輝 張洪 黃裳 魏貞 申祐 尹竑 童存德 林祥鳳 齊汪 程思溫 程式 逯端 俞鑒 張瑭 尹昌 羅如墉 劉容 淩壽等、孫祥 謝澤、袁彬 哈銘 袁敏 |
| 卷168 | 列傳第56  | 陳循 蕭鎡、王文、江淵、許彬、陳文、萬安 彭華、劉珝 子鈗、劉吉、尹直 |
| 卷169 | 列傳第57  | 高穀、胡濙、王直 |
| 卷170 | 列傳第58  | 于謙 子冕 吳寧 王偉 |
| 卷171 | 列傳第59  | 王驥 孫瑾、徐有貞、楊善 李實 趙榮 霍瑄 沈固、王越 |
| 卷172 | 列傳第60  | 羅亨信、侯璡、楊寧、王來、孫原貞 孫需 張憲、朱鑑、楊信民、張驥 竺淵 耿定 王晟 鄧顒、馬謹、程信、白圭 子鉞、張瓚 謝士元、孔鏞 李時敏、鄧廷瓚、王軾、劉丙 |
| 卷173 | 列傳第61  | 楊洪 子俊 從子能 信、石亨 從子彪 從孫後、郭登、朱謙 子永 孫暉等、孫鏜 趙勝、范廣 |
| 卷174 | 列傳第62  | 史昭 劉昭 李達、巫凱 曹義 施聚、許貴 子寧、周賢 子玉、歐信、王璽、魯鑑 子麟 孫經、劉寧 周璽 莊鑒、彭清、姜漢 子奭 孫應熊、安國、杭雄 |
| 卷175 | 列傳第63  | 衞青 子穎、董興、何洪 劉雄、劉玉、仇鉞 趙鐩 孫鸞、神英 子周、曹雄 子謙、馮禎、張俊 李鋐、楊銳 崔文 |
| 卷176 | 列傳第64  | 李賢、呂原 子㦂、岳正、彭時、商輅、劉定之 |
| 卷177 | 列傳第65  | 王翱、年富、王竑、李秉、姚夔、王復、林聰、葉盛 |
| 卷178 | 列傳第66  | 項忠、韓雍、余子俊 阮勤、朱英、秦紘 |
| 卷179 | 列傳第67  | 羅倫 棐、章懋 從子拯、黃仲昭、莊昶、鄒智、舒芬 崔桐 馬汝驥 |
| 卷180 | 列傳第68  | 張寧、王徽 王淵等、毛弘、丘弘、李森、魏元 康永韶 胡深 鄭己 董旻、强珍、王瑞 張稷、李俊、汪奎 從子舜民 崔陞 盧瑀、湯鼐 吉人 劉槩 董傑、姜綰 余濬 劉遜、姜洪 歐陽旦 暢亨、曹璘、彭程、龐泮 呂獻、葉紳、胡獻 武衢 任儀 車梁、張弘至、屈伸、王獻臣 吳一貫 余濂 |
| 卷181 | 列傳第69  | 徐溥、丘濬、劉健、謝遷、李東陽、王鏊、劉忠 |
| 卷182 | 列傳第70  | 王恕 子承裕、馬文升、劉大夏 |
| 卷183 | 列傳第71  | 何喬新、彭韶、周經、耿裕、倪岳、閔珪、戴珊 |
| 卷184 | 列傳第72  | 周洪謨、楊守陳 弟守阯 子茂元 茂仁、張元禎 陳音、傅瀚、張昇、吳寬、傅珪、劉春、吳儼、顧清、劉瑞 |
| 卷185 | 列傳第73  | 李敏 葉淇、賈俊 劉璋、黃紱、張悅 張鎣、佀鍾、曾鑑、梁璟 王詔、徐恪、李介 子昆、黃珂、王鴻儒、叢蘭、吳世忠 |
| 卷186 | 列傳第74  | 韓文 顧佐 陳仁、張敷華、楊守隨 從弟守隅、許進 子誥 讚 論、雍泰 張津、陳壽、樊瑩、熊繡、潘蕃、胡富、張泰 吳文度、張鼐 冒政、王璟 高銓、朱欽 |
| 卷187 | 列傳第75  | 何鑑、馬中錫、陸完、洪鍾 陳鎬 蔣昇、陳金、俞諫、周南 孫祿、馬昊 |
| 卷188 | 列傳第76  | 劉𦶜 呂翀 艾洪 葛嵩、趙佑 朱廷聲 陳琳 潘鏜、戴銑 李光翰 徐蕃 牧相 任惠 徐暹、陸崑 薄彥徽 葛浩 貢安甫 史良佐 李熙 姚學禮 張鳴鳳 曹閔 黃昭道 蕭乾元 王良臣、蔣欽、周璽 禎、湯禮敬 王渙 何紹正、許天錫 周鑰 郗夔 馮顒 宿進、徐文溥 翟唐 王鑾、張士隆、張文明 陳鼎 賀泰 張璞 成文 李翰臣 張經 毛思義 胡文璧 王相 董相 劉士元、范輅、張欽、周廣 曹琥、石天柱 |
| 卷189 | 列傳第77  | 李文祥、孫磐 徐珪、胡爟 周時從 王雄、羅僑、葉釗 劉天麒、戴冠、黃鞏、陸震、夏良勝 萬潮 陳九川 張衍瑞 姜龍 徐鏊 姚繼巖、何遵 劉校 林公黼 余廷瓚 李紹賢 孟陽 詹軾 軾從父瀚 劉概 李惠 馮涇 王鑾 |
| 卷190 | 列傳第78  | 楊廷和、梁儲、蔣冕、毛紀、石珤 兄玠 |
| 卷191 | 列傳第79  | 毛澄、汪俊 弟偉、吳一鵬、朱希周、何孟春、豐熙 子坊、徐文華、薛蕙 胡侍 王祿 侯廷訓 |
| 卷192 | 列傳第80  | 楊慎 王元正、王思 王相、張翀、劉濟、安磐、張漢卿、張原、毛玉 裴紹宗、王時柯 余翺、鄭本公、張曰韜 胡瓊、楊淮 申良、張澯 仵瑜 臧應奎 胡璉 余禎 李可登 安璽 殷承敘、郭楠 俞敬 李繼先 王懋 |
| 卷193 | 列傳第81  | 費宏 弟寀 從子懋中 子懋賢 世父瑄、翟鑾、李時、顧鼎臣、嚴訥 袁煒、李春芳 孫思誠 思誠孫清、陳以勤、趙貞吉 殷士儋、高儀 |
| 卷194 | 列傳第82  | 喬宇、孫交 子元、林俊 子達 張黻、金獻民、秦金 孫柱、趙璜、鄒文盛、梁材、劉麟、蔣瑤、王廷相 |
| 卷195 | 列傳第83  | 王守仁 冀元亨 |
| 卷196 | 列傳第84  | 張璁 胡鐸、桂萼、方獻夫、夏言 |
| 卷197 | 列傳第85  | 席書 弟春 篆、霍韜 子與瑕、熊浹、黃宗明、黄绾 陸澄 秦鏜 |
| 卷198 | 列傳第86  | 楊一清、王瓊、彭澤、毛伯溫 汪文盛 鮑象賢、翁萬達 |
| 卷199 | 列傳第87  | 李鉞 子惠、王憲、胡世寧 子純 子繼、李承勛、王以旂、范鏓、王邦瑞 子正國、鄭曉 |
| 卷200 | 列傳第88  | 姚鏌 子淶、張嵿、伍文定 邢珣 徐璉 珣子埴 戴德孺、蔡天祐 胡瓚 張文錦、詹榮 劉源清、劉天和、楊守禮、張岳 李允簡、郭宗臯、趙時春 |
| 卷201 | 列傳第89  | 陶琰 子滋、王縝、李充嗣、吳廷舉 弟廷弼、方良永 弟良節 子重杰、王爌、王軏、徐問、張邦奇 族父時徹、韓邦奇 弟邦靖、周金、吳嶽 譚大初 |
| 卷202 | 列傳第90  | 廖紀、王時中、周期雍、唐龍 子汝楫、王杲 王暐、周用 宋景 屠僑、聞淵、劉訒 胡纘宗、孫應奎 餘姚孫應奎 方鈍、聶豹、李默 萬鏜、周延 潘恩、賈應春、張永明、胡松 績溪胡松、趙炳然 |
| 卷203 | 列傳第91  | 鄭岳、劉玉 子慤、汪元錫 邢寰、寇天敍、唐冑、潘珍 族子旦 光、李中 李楷、歐陽鐸、陶諧 孫大順 大臨、潘塤 呂經、歐陽重、朱裳、陳察、孫懋、王儀 子緘 王學夔、曾鈞 |
| 卷204 | 列傳第92  | 陳九疇、翟鵬 張漢、孫繼魯、曾銑 李珍、丁汝夔、楊守謙、商大節、王忬、楊選 |
| 卷205 | 列傳第93  | 朱紈、張經 李天寵 周珫 楊宜 彭黯等、胡宗憲 阮鶚 宗禮、曹邦輔 任環 吳成器、李遂 弟逢 進、唐順之 子鶴徵 |
| 卷206 | 列傳第94  | 馬錄 顏頤壽 聶賢 湯沐 劉琦 盧瓊 沈漢 王科、程啟充、張逵、鄭一鵬、唐樞、杜鸞、葉應驄 黃綰 藍田、解一貫 鄭洛書 張錄、陸粲 劉希簡 王準、邵經邦、劉世揚 趙漢、魏良弼 葉洪 秦鰲 張寅 |
| 卷207 | 列傳第95  | 鄧繼曾 劉最、朱淛 馬明衡 陳逅 林應驄、楊言、劉安、薛侃 喻希禮 石金、楊名 黃直、郭弘化、劉世龍 徐申 羅虞臣、張選 黃正色、包節 弟孝、謝廷𦶜、王與齡 周鈇、楊思忠 樊深 凌儒 王時舉 方新 |
| 卷208 | 列傳第96  | 張芹、汪應軫、蕭鳴鳳 高公韶、齊之鸞、袁宗儒、許相卿、顧濟 子章志、章僑、余珊 汪珊、韋商臣、黎貫 王汝梅、彭汝實、鄭自璧、戚賢、劉繪 子黃裳、錢薇、洪垣 方瓘 呂懷、周思兼、顏鯨 |
| 卷209 | 列傳第97  | 楊最 顧存仁 高金 王納言、馮恩 子行可 時可 宋邦輔 薛宗鎧 曾翀、楊爵 浦鋐 周天佐、周怡、劉魁、沈束、沈鍊、楊繼盛 何光裕 龔愷、楊允繩 馬從謙 孫允中 狄斯彬 |
| 卷210 | 列傳第98  | 桑喬 胡汝霖、謝瑜 王曄 伊敏生 沈良才 童漢臣、何維柏、徐學詩 葉經 陳紹、厲汝進 查秉彜 劉起宗、王宗茂、周冕、趙錦、吳時來、張翀、董傳策、鄒應龍 張檟、林潤 |
| 卷211 | 列傳第99  | 馬永、梁震 祝雄、王效 劉文、周尚文 趙國忠、馬芳 子林 孫炯 爌 飈、何卿、沈希儀、石邦憲 |
| 卷212 | 列傳第100 | 俞大猷 盧鏜 湯克寬、戚繼光 弟繼美 朱先、劉顯 郭成、李錫 黃應甲 尹鳳、張元勳 |
| 卷213 | 列傳第101 | 徐階 弟陟 子璠、高拱 郭朴、張居正 曾孫同敞 子允修 |
| 卷214 | 列傳第102 | 楊博 子俊民、馬森、劉體、王廷 毛愷、葛守禮、靳學顏 弟學曾 |
| 卷215 | 列傳第103 | 王治、歐陽一敬 胡應嘉、周弘祖 岑用賓 鄧洪震、詹仰庇、駱問禮 楊松 張應治、鄭履淳、陳吾德 李已 胡涍、汪文輝、劉奮庸 曹大埜 |
| 卷216 | 列傳第104 | 吳山、陸樹聲 子彥章、瞿景淳 子汝稷 汝說、田一儁 沈懋學 懋學從孫壽民、黃鳳翔 韓世能、余繼登、馮琦 從祖惟訥 從父子咸、王圖 劉曰寧、翁正春、劉應秋 子同升、唐文獻 楊道賓 陶望齡、李騰芳、蔡毅中、公鼐、羅喻義、姚希孟、許士柔、顧錫疇 |
| 卷217 | 列傳第105 | 王家屏、陳于陛、沈鯉、于慎行、李廷機、吳道南 |
| 卷218 | 列傳第106 | 申時行 子用懋 用嘉 孫紹芳、王錫爵 子衡 弟鼎爵 、沈一貫、方從哲、沈㴶 弟演 |
| 卷219 | 列傳第107 | 張四維 子泰徵 甲徵、馬自強 子怡、慥、許國、趙志臯、張位、朱賡 子敬循 |
| 卷220 | 列傳第108 | 萬士和、王之誥 劉一儒、吳百朋、劉應節 徐栻、王遴、畢鏘、舒化、李世達、曾同亨 弟乾亨、辛自修、溫純、趙世卿、李汝華 |
| 卷221 | 列傳第109 | 袁洪愈 子一鶚 譚希思、王廷瞻、郭應聘 吳文華、耿定向 李贄 定向弟定理 定力、王樵 子肯堂、魏時亮 陳瓚、郝杰 胡克儉、趙參魯、張孟男 衛承芳、李禎、丁賓 |
| 卷222 | 列傳第110 | 譚綸 徐甫宰 王化 李佑、王崇古 子谦 孫之楨 之采 李棠、方逢時、吳兌 孫孟明 孟明子邦輔、鄭洛、張學顏、張佳胤、殷正茂 李遷、凌雲翼 |
| 卷223 | 列傳第111 | 盛應期、朱衡 翁大立 潘志伊、潘季馴、萬恭、吳桂芳 傅希摯、王宗沐 子士崧 士琦 士昌 從子士性、劉東星 胡瓚、徐貞明 伍袁萃 |
| 卷224 | 列傳第112 | 嚴清、宋纁、陸光祖、孫鑨 子如法、陳有年、孫丕揚、蔡國珍、楊時喬 |
| 卷225 | 列傳第113 | 張瀚、王國光、梁夢龍、楊巍、李戴、趙煥、鄭繼之 |
| 卷226 | 列傳第114 | 海瑞 何以尚、丘橓、呂坤、郭正域 |
| 卷227 | 列傳第115 | 龐尚鵬、宋儀望、張岳、李材、陸樹德、蕭廩、賈三近、李頤、朱鴻謨、蕭彥 弟雍 查鐸、孫維城、謝杰、郭惟賢、萬象春、鍾化民、吳達可 |
| 卷228 | 列傳第116 | 魏學曾 葉夢熊 梅國楨、李化龍 江鐸 |
| 卷229 | 列傳第117 | 劉臺 馮景隆 孫繼先、傅應禎、王用汲、吳中行 子亮 元 從子宗達、趙用賢 孫士春、艾穆 喬璧星 葉春及、沈思孝 丁此呂 |
| 卷230 | 列傳第118 | 蔡時鼎、萬國欽 王教、饒伸 兄位 劉元震 劉元霖、湯顯祖 李琯、逯中立 盧明諏、楊恂 冀體 朱爵、姜士昌 宋燾、馬孟禎、汪若霖 |
| 卷231 | 列傳第119 | 顧憲成 歐陽東鳳 吳炯、顧允成 張納陛 賈巖 諸壽賢 彭遵古、錢一本 子春、于孔兼 陳泰來、史孟麟、薛敷教、安希范 吳弘濟 譚一召 孫繼有、劉元珍 龐時雍、葉茂才 |
| 卷232 | 列傳第120 | 魏允貞 弟允中 劉廷蘭、王國、余懋衡、李三才 |
| 卷233 | 列傳第121 | 姜應麟 從子思睿、陳登雲、羅大紘 黃正賓、李獻可 舒弘緒 陳尚象 丁懋遜 吳之佳 葉初春 楊其休 張棟、孟養浩、朱維京、王如堅、王學曾 涂杰、張貞觀、樊玉衡 子鼎遇 維城 孫自一、謝廷讚 兄廷諒、楊天民、何選 馮生虞 任彥蘖 |
| 卷234 | 列傳第122 | 盧洪春 范儁 董基 王就學等、李懋檜、李沂 周弘禴 潘士藻、雒于仁、馬經綸 林熙春 林培、劉綱、戴士衡、曹學程 子正儒 郭實、翁憲祥、徐大相 |
| 卷235 | 列傳第123 | 王汝訓、余懋學、張養蒙、孟一脈、何士晉 陸大受 張庭 李俸、王德完、蔣允儀、鄒維璉 吳羽文 |
| 卷236 | 列傳第124 | 李植 羊可立、江東之、湯兆京、金士衡、王元翰、孫振基 子必顯、丁元薦 于玉立、李朴、夏嘉遇 |
| 卷237 | 列傳第125 | 傅好禮、姜志禮、包見捷、田大益、馮應京 何棟如 王之翰 卞孔時、吳宗堯、吳寶秀、華鈺 王正志 |
| 卷238 | 列傳第126 | 李成梁 子如松 如柏 如楨 如樟 如梅、麻貴 兄錦 錦從子承恩等 |
| 卷239 | 列傳第127 | 張臣 子承廕 孫應昌 全昌 德昌、董一元 王保、杜桐 弟松 子文煥 孫弘域、萧如薰、達雲 尤繼先、官秉忠、柴國柱、李懷信 |
| 卷240 | 列傳第128 | 葉向高、劉一燝 兄一焜 一煜、韓爌、朱國祚 朱國楨、何宗彥、孫如游 孫嘉績 |
| 卷241 | 列傳第129 | 周嘉謨、張問達 陸夢龍 傅梅、汪應蛟、王紀 楊東明、孫瑋、鍾羽正、陳道亨 子弘緒 |
| 卷242 | 列傳第130 | 陳邦瞻、畢懋康 族兄懋良、蕭近高、白瑜、程紹、翟鳳翀 郭尚賓、洪文衡 何喬遠、陳伯友 李成名、董應舉、林材、朱吾弼 林秉漢、張光前 |
| 卷243 | 列傳第131 | 趙南星、鄒元標、孫慎行 盛以弘、高攀龍、馮從吾 |
| 卷244 | 列傳第132 | 楊漣、左光斗 弟光先、魏大中 子學洢 學濂、周朝瑞、袁化中、顧大章 弟大韶、王之寀 |
| 卷245 | 列傳第133 | 周起元、繆昌期、周順昌 子茂蘭 朱祖文 顏佩韋等、周宗建 蔣英、黃尊素、李應昇、萬燝 林汝翥 丁乾學 夏之令 吳裕中 劉鐸 吳懷賢 蘇繼歐 張汶 |
| 卷246 | 列傳第134 | 滿朝薦、江秉謙、侯震暘 倪思輝 朱欽相 王心一、王允成 李希孔 毛士龍 |
| 卷247 | 列傳第135 | 劉綎 喬一琦、李應祥 童元鎮、陳璘 吳廣、鄧子龍、馬孔英 |
| 卷248 | 列傳第136 | 梅之煥、劉策 徐縉芳 陳一元、李若星、耿如杞、顏繼祖 王應豸 李養沖 張翼明 陳祖苞、李繼貞、方震孺、徐從治 謝璉 余大成 孫元化 |
| 卷249 | 列傳第137 | 朱燮元 徐如珂 劉可訓 胡平表 盧安世 林兆鼎、李橒 史永安 劉錫元、王三善 岳具仰 田景猷 楊明楷 朱家民、蔡復一 沈儆炌 袁善 周鴻圖 段伯炌 胡從儀 |
| 卷250 | 列傳第138 | 孫承宗 子鉁等 |
| 卷251 | 列傳第139 | 李標 李國𣚴 周道登、劉鴻訓、錢龍錫 錢士升 錢士晉、成基命、何如寵 兄如申 錢象坤、徐光啟 鄭以偉 林釬、文震孟 周炳謨、蔣德璟 黃景昉、方岳貢 丘瑜 瑜子之陶 |
| 卷252 | 列傳第140 | 楊嗣昌、吳甡 |
| 卷253 | 列傳第141 | 王應熊 何吾騶、張至發 孔貞運 黃士俊 劉宇亮、薛國觀 袁愷、程國祥 蔡國用 范復粹 方逢年 張四知 姚明恭 魏照乘、陳演、魏藻德 李建泰 |
| 卷254 | 列傳第142 | 喬允升 易應昌等、曹汴、孫居相 弟鼎相、曹珖、陳廷、鄭三俊、李日宣、張瑋 金光辰 |
| 卷255 | 列傳第143 | 劉宗周 祝淵 王毓蓍、黃道周 葉廷秀 |
| 卷256 | 列傳第144 | 崔景榮、黃克纘、畢自嚴、李長庚 王志道、劉之鳳 |
| 卷257 | 列傳第145 | 張鶴鳴 弟鶴騰、董漢儒 汪泗論、趙彥、王洽 王在晉 高第、梁廷棟、熊明遇、張鳳翼、陳新甲、馮元飇 兄元颺 |
| 卷258 | 列傳第146 | 許譽卿、華允誠、魏呈潤 胡良機 李曰輔 趙東曦、毛羽健 黃宗昌 韓一良、吳執御 吳彥芳 王績燦、章正宸、黃紹杰 李世祺、傅朝佑 莊鰲獻 李汝璨、姜埰 弟垓、熊開元 方士亮、詹爾選、湯開遠、成勇、陳龍正 |
| 卷259 | 列傳第147 | 楊鎬 李維翰 周永春、袁應泰 薛國用、熊廷弼 王化貞、袁崇煥 毛文龍、趙光抃 范志完 |
| 卷260 | 列傳第148 | 楊鶴 從弟鶚、陳奇瑜 元默、熊文燦 洪雲蒸、練國事、丁啟睿 從父魁楚、鄭崇儉 方孔炤 楊一鵬、邵捷春、余應桂、高斗樞、張任學 |
| 卷261 | 列傳第149 | 盧象昇 弟象晉 象觀 從弟象同、劉之綸、丘民仰 丘禾嘉 |
| 卷262 | 列傳第150 | 傅宗龍、汪喬年 張國欽等 邊大受、楊文岳 傅汝為等、孫傳庭 |
| 卷263 | 列傳第151 | 宋一鶴 沈壽崇 蕭漢 李振聲、馮師孔 黃絅 章尚絅 吳從義 崔爾達、林日瑞 郭天吉等、蔡懋德 應時盛 趙建極 毛文炳 藺剛中 畢拱辰 房之屏 楊家龍 王胤懋、衞景瑗 朱家仕等、朱之馮 朱敏泰等、陳士奇 陳纁 王行儉 王錫 顧景、龍文光 劉佳引、劉之勃 劉鎮藩 |
| 卷264 | 列傳第152 | 賀逢聖 尹如翁 傅冠、南居益 族父企仲 族弟居業、周士樸、呂維祺 弟維祮、王家禎、焦源溥 從兄源清、李夢辰、宋師襄、麻僖、王道純、田時震 朱崇德 崇德子國棟 |
| 卷265 | 列傳第153 | 范景文、倪元璐、李邦華、王家彥、孟兆祥 子章明、施邦曜、淩義渠 |
| 卷266 | 列傳第154 | 馬世奇、吳麟徵、周鳳翔、劉理順、汪偉、吳甘來、王章、陳良謨、陳純德、申佳胤、成德、許直、金鉉 徐有聲 徐標 朱廷煥 周之茂 寧承烈 宋天顯 騰雲 姚成 馬象乾等 |
| 卷267 | 列傳第155 | 馬從聘 耿蔭樓、張伯鯨、宋玫 族叔應亨 陳顯際 趙士驥 沈迅 張若麒、范淑泰、高名衡 王漢、徐汧 楊廷樞、鹿善繼 薛一鶚 |
| 卷268 | 列傳第156 | 曹文詔 弟文耀、周遇吉、黃得功 |
| 卷269 | 列傳第157 | 艾萬年、李卑、湯九州 楊正芳 楊世恩、陳王 程龍 潘可大、侯良柱 子天錫、張令 汪之鳳、猛如虎 劉光祚等、虎大威、孫應元、姜名武 王來聘 鄧祖禹、尤世威 王世欽 王世國 尤世祿 尤翟文 尤岱 劉廷傑 李昌齡、侯世祿 子拱極、劉國能 李萬慶 |
| 卷270 | 列傳第158 | 馬世龍 楊肇基、賀虎臣 子讚 誠、沈有容、張可大 弟可仕、魯欽 子宗文、秦良玉 兄邦屏 弟民屏 姪翼明、龍在田 |
| 卷271 | 列傳第159 | 賀世賢 尤世功、童仲揆 陳策 周敦吉 張神武 楊宗業 梁仲善、羅一貫 劉渠 祁秉忠、滿桂 孫祖壽、趙率教 朱國彥、官惟賢 張奇化、何可綱、黃龍 李惟鸞、金日觀 楚繼功等 |
| 卷272 | 列傳第160 | 金國鳳 楊振 楊國柱、曹變蛟 朱文德 李輔明 王樸 馬科 白廣恩 唐通 左光先 陳永福、劉肇基 乙邦才 張衡 馬應魁 莊子固 |
| 卷273 | 列傳第161 | 左良玉 鄧玘 賀人龍、高傑 劉澤清、祖寬 |
| 卷274 | 列傳第162 | 史可法 任民育 何剛 吳爾壎、高弘圖、姜曰廣 周鑣 雷縯祚 |
| 卷275 | 列傳第163 | 張慎言 子履旋、徐石麒、解學龍、高倬 黃端伯 劉成治 吳嘉胤 龔廷祥、左懋第、祁彪佳 |
| 卷276 | 列傳第164 | 朱大典 王道焜 顧咸建 唐自綵 高岱 葉汝𬝖 王景亮 伍經正 鄧巖忠 方召、張國維、張肯堂 李向中 吳鍾巒 朱永佑 張名揚、曾櫻、朱繼祚 湯芬等、余煌 陳函輝、王瑞栴、路振飛、何楷 林蘭友、熊汝霖、錢肅樂 劉中藻 鄭遵謙、沈宸荃 邑子履祥 |
| 卷277 | 列傳第165 | 袁繼咸 張亮、金聲 江天一、丘祖德 溫璜 吳應箕 尹民興 吳漢超 龐昌胤 謝球 司石磐 王湛 魯之璵 馬純仁 王台輔、沈猶龍 李待問 章簡、陳子龍 夏允彜 徐孚遠、侯峒曾 閻應元 黃毓祺 朱集璜 王佐才等、楊文驄 孫臨 吳易 吳福之、陳潛夫 陸培、沈廷揚、林汝翥 林垐、鄭為虹 黃大鵬 王士和 胡上琛 熊緯 |
| 卷278 | 列傳第166 | 楊廷麟 彭期生、萬元吉 楊文薦 梁涘、郭維經 姚奇胤、詹兆恒 胡夢泰 周定仍 萬文英 胡奇偉 胡甲桂 畢貞士、陳泰來 曹志明、王養正 夏萬亨 王域 劉允浩 史夏隆 李翔 徐伯昌 李時興 高飛聲、曾亨應 弟和應 子筠、揭重熙 傅鼎銓、陳子壯 麥而炫 朱實蓮 霍子衡、張家玉 陳象明 廖翰標 梁萬爵、陳邦彥、蘇觀生 關捷先 梁朝鍾 |
| 卷279 | 列傳第167 | 呂大器、文安之、樊一蘅 文光 詹天顏、吳炳 侯偉時、王錫袞、堵胤錫、嚴起恒、朱天麟 張孝起、楊畏知、吳貞毓 高勣 金簡 李如月 任國璽 薛大觀 那嵩 |
| 卷280 | 列傳第168 | 何騰蛟 章曠 傅作霖 蕭曠 傅上瑞、瞿式耜 汪皞 周震 |
| 卷281 | 列傳第169 | 循吏：陈灌、方克勤、吴履 廖钦等、高斗南 子恂 余彦诚 康彥民 周榮、史诚祖 吴祥等、谢子襄 黄信中 夏升、贝秉彝 刘孟雍等、万观、葉宗人、王源、翟溥福、李信圭 孙浩等、张宗琏、李骥 王罃等、李湘、赵豫 赵登等、曾泉、范衷、周济、范希正 刘纲、段坚、陈钢、丁积、田鐸、唐侃、汤绍恩、徐九思、庞嵩、张淳、陈幼学 |
| 卷282 | 列傳第170 | 儒林一：范祖幹 葉儀等、谢应芳、汪克宽、梁寅、赵汸、陈谟、薛瑄 阎禹锡 周蕙 薛敬之 李錦等、胡居仁 余祐、蔡清 陈琛 林希元 王宣 易時中 趙逯 蔡烈、罗钦顺、曹端、吴与弼 胡九韶 謝復 鄭伉、陈真晟、吕柟 吕潜等、邵宝 王问 子鑑、杨廉、刘观 孙鼎 李中、马理、魏校 王应电 王敬臣、周瑛、潘府、崔铣、何瑭、唐伯元、黄淳耀 弟渊耀 |
| 卷283 | 列傳第171 | 儒林二：陈献章 李承箕 张诩、娄谅 夏尚樸、贺钦、陈茂烈、湛若水 蒋信 周衝、邹守益 子善 孫德涵 德泳、钱德洪 徐爱 蔡宗袞 朱節 應良 盧可久 程粹 應典 杜惟熙 陳時芳 陳正道 呂一龍 董涷、王畿 王艮 徐樾 林春 羅汝芳 楊起元 周汝登 蔡悉、欧阳德 族人瑜、罗洪先 程文德、吴悌 子仁度、何廷仁 刘邦采 劉文敏 魏良政等、王时槐 陳嘉謨、许孚远、尤时熙 張後覺 趙維新、邓以赞 张元忭、孟化鲤 孟秋、来知德、邓元锡 刘元卿 章潢 |
| 卷284 | 列傳第172 | 儒林三：孔希学 子訥 訥子公鑒 訥孫彥縉 孔公恂 （孔弘緒 孔弘泰 孔聞韶 孔貞幹 孔尚賢 孔蔭植） 孔彦绳 颜希惠 曾质粹 孔闻礼 孟希文 仲陛 周冕 程接道 程克仁 张文运 邵继祖 朱梴 朱墅 |
| 卷285 | 列傳第173 | 文苑一：杨维桢 陆居仁 钱惟善、胡翰、苏伯衡、王冕 郭奎 刘炳、戴良 王逢 丁鹤年、危素、张以宁 石光霁 秦裕伯、赵壎、宋僖 陳基 張文海 徐尊生 傅恕 烏斯道 傅著 謝徽 朱右 朱廉 王彝 張孟兼 李汶 張宣 張簡 杜寅、徐一夔、趙撝謙 乐良 張昱 呉志淳 朱芾、陶宗仪 顧德輝 孫作 張憲 周砥 高明 藍仁、袁凯、高启 楊基 張羽 徐賁、王行 唐肃 謝肅 宋克 余堯臣 呂敏 陳則、孫蕡 王佐 趙介 李德等、王蒙 郭传 |
| 卷286 | 列傳第174 | 文苑二：林鴻 鄭定 王褒 唐泰 高棅 王恭 陈亮 王偁 王洪 周玄 黃玄、王绂 夏昶 平仲微、沈度 弟粲 滕用亨 陳登、聶大年、劉溥 蘇平 蘇正 沈愚 王淮 晏鐸 鄒亮 蔣忠 王貞慶、张弼、張泰 陸釴 陸容、程敏政、羅玘、储巏、李梦阳 康海 王九思 王维桢、何景明、徐祯卿 杨循吉 祝允明 唐寅 桑悦、边贡、顾璘 弟瑮 陈沂 王韋 朱應登等、郑善夫 殷雲霄 方豪 徐𤊹 謝肇淛 鄧原岳、陆深 王圻、王廷陈、李濂 |
| 卷287 | 列傳第175 | 文苑三：文徵明 子彭 嘉 蔡羽 黃省曾 子姬水 袁袠 子尊尼 王寵 陸師道 陳道復 王穀祥 彭年 周天球 錢穀 何良俊 徐獻忠 董宜陽 張之象、黄佐 欧大任 黎民表、柯维骐、王慎中 屠应埈 華察 陸銓 江以達、高叔嗣 蔡汝楠、陈束 任瀚 熊过 李开先 呂高、田汝成 子藝蘅、皇甫涍 兄冲 弟汸 濂 張鳳翼 張燕翼 張獻翼、茅坤 子維、谢榛 卢柟、李攀龙 梁有譽 宗臣 徐中行 吳國倫、王世貞 余曰德 張九一 魏裳 汪道昆 胡应麟 世貞弟世懋 世貞子士騏、归有光 子子慕 胡友信 |
| 卷288 | 列傳第176 | 文苑四：李维桢 郝敬、徐渭 屠隆、王穉登 俞允文 王叔承、瞿九思、唐时升 娄坚 李流芳 程嘉燧、焦竑 黄辉 陈仁锡、董其昌 莫如忠 子是龍 邢侗 米萬鍾、袁宏道 兄宗道 弟中道 钟惺 谭元春、王惟俭 李日华、曹学佺 曾异撰、王志坚 弟志長、艾南英 章世纯 罗万藻 陈际泰、张溥 张采 |
| 卷289 | 列傳第177 | 忠義一：花雲 朱文逊 许瑗 王鼎等、王愷、孫炎 王道同 朱文刚、牟鲁 裴源 朱显忠 王均谅等、王纲 子彥達、王禕 子紳 吳雲 熊鼎、易绍宗、琴彭 陈汝石等、皇甫斌 子弼 吴贵等、張瑛 熊尚初等、王祯、萬琛 王祐、周宪 子幹、杨忠 李睿等、吴景 王源 馮傑 孙玺 時植等、霍恩 段豸 张汝舟 王佐 郁采 孔環等、孫燧 子堪 墀、许逵 子瑒、黄宏 马思聪、宋以方 万木 郑山 赵楠 葉景恩 閻順 |
| 卷290 | 列傳第178 | 忠義二：王冕 龚谅、陈闻诗 董倫、王鈇 钱泮、钱錞 唐一岑、朱裒 齐恩、孙镗、杜槐、黄钏 陈见等、王德 叔沛、汪一中 王应鹏 唐鼎、苏梦暘 韦宗孝 龙旌、张振德 劉希文 徐大禮 章文炳 段高選等、董尽伦 李忠臣 高光 胡縝等、龚万禄 李世勋 翟英等、管良相 李应期等、徐朝纲 杨以成 郑鼎 孙克恕、姬文胤 孟承光、朱万年 秦三辅等、张瑶 王与夔等、何天衢 杨陛 |
| 卷291 | 列傳第179 | 忠義三：潘宗颜 窦永澄等、张铨 子道濬、何廷魁 徐国全、高邦佐 顾颐、崔儒秀 陈辅尧 段展、郑国昌 张凤奇 卢成功等、還醇 安上达 任光裕等、李献明 王元雅 何天球 徐泽 武起潜、张春、阎生斗 李师圣等、王肇坤 王一桂 上官荩等、孙士美 白慧元 李祯宁 劉廷訓等、乔若雯 李崇德等、张秉文 宋学朱等、顏胤紹 赵珽等、吉孔嘉 王端冕等、邢國璽 冯守礼 張日新 文昌時 劉光先、张振秀 刘源清等、鄧藩錫 王维新等、张焜芳 |
| 卷292 | 列傳第180 | 忠義四：张允登 郭景嵩 郭应响、张光奎 杨楷等、李中正 马足轻等、方國儒 王绍正 常存畏 刘定国、何承光 高日临等、庞瑜 董三谟等、尹夢鰲 赵士宽等、卢谦 张有俊等、龚元祥 子炳衡 姚允恭、王信、史記言 李君赐等、梁志仁 单思仁等、王国训 胡尔纯等、黎弘业 馬如蛟等、张绍登 张国勋等、王焘 魏时光、蔣佳徵 吴畅春等、徐尚卿 王时化等、阮之钿、郝景春 子鳴鑾等、张克俭 邝曰广等、徐世淳 子肇梁 余塙 |
| 卷293 | 列傳第181 | 忠義五：武大烈 徐日泰等、钱祚徵、盛以恒 高孝誌等、颜日愉 艾毓初等、潘弘 刘振世等、陈豫抱 许宣等、劉振之 杜邦举 费曾谋等、李乘云 余爵等、关永杰 侯君擢等、张维世 姚若时等、王世琇 颜则孔等、许永禧 高斗垣等、李贞佐 周卜曆等、鲁世任 张信 劉伯驂 周騰蛟、劉禋 陈显元等、何燮 左相申等、赵兴基 郑元绶等 |
| 卷294 | 列傳第182 | 忠義六：夏统春 薛闻礼等、陈美 郭裕等、谌吉臣 张国勋等、卢学古 朱士完等、陈万策 李开先、许文岐 李新等、郭以重 岳璧 郭金城、崔文荣 朱士鼎、徐学颜 李毓英等、馮雲路 熊⿱雨川 明睿 易道暹 傅可知、蔡道宪 周二南等、张鹏翼 欧阳显宇等、刘熙祚、王孙兰、程良筹 程道寿、黄世清、杨暄 朱一统等、唐时明 薛应玢 唐梦鲲、段复兴 靳圣居等、简仁瑞 何相刘等、司五教 张凤翮、都任 王家錄等、祝万龄 王徵等、陈瑸 周凤岐、王徵俊 宋之儁等、丁泰运 尚大伦等 |
| 卷295 | 列傳第183 | 忠義七：何復 邵宗元等、张罗俊 弟羅彥等、金毓峒 韩东明等、汤文琼 范箴聽等、许琰 曹肃等、王乔栋、张继孟 陈其赤等、刘士斗 沈云祚等、王励精 刘三策等、尹伸 莊祖誥等、高其勳 王士傑等、张耀 吴子骐 曾异撰等、米寿图、耿廷籙 马、席上珍 孔师程等、徐道興 羅國瓛等、刘廷标 王运开 王运闳 |
| 卷296 | 列傳第184 | 孝義一：郑濂 從弟洧 弟渶 王澄、徐允讓 石永寿、钱瑛 曾鼎、姚玭、丘鐸 李茂、崔敏 刘镐 顾琇、周琬 虞宗济等、伍洪 刘文焕、朱煦 危贞昉、刘谨、李德成、沈德四、谢定住 包实夫 苏奎章、權謹、趙紳 向化 陆尚质、麹祥 |
| 卷297 | 列傳第185 | 孝義二：王俊 劉準 杨敬、石鼐 任镗、史五常、周敖、鄭韺 荣瑄 叶文荣、傅檝、杨成章、谢用、何竞、王原、黄玺、归钺 族子绣、何麟、孙清 宋显章 李豫、刘宪 罗璋等、容師偃 刘静 温钺、俞孜 张震 孙文、崔鑑、唐俨、丘绪、张钧 张承相等、王在复 王鍲等、夏子孝、阿寄、赵重华 謝廣、王世名、李文詠 王应元等、孔金 子良、杨通照 弟通杰 浦邵等、张清雅 白精忠等 |
| 卷298 | 列傳第186 | 隱逸：张介福、倪瓚、徐舫、杨恒 陈洄、杨引、吴海、刘闵、杨黼、孙一元、沈周、陈继儒 |
| 卷299 | 列傳第187 | 方伎：滑寿、葛乾孙、吕复、倪维德、周汉卿、王履、周颠、张中、张三丰、袁珙 子忠徹、戴思恭、盛寅、皇甫仲和、仝寅、吳傑 许绅 王綸、凌雲 李玉、李时珍 缪希雍、周述学、张正常 刘渊然等 |
| 卷300 | 列傳第188 | 外戚：陈公、马公、吕本、马全、张麒 子㫤 昇等、胡荣、孙忠 子继宗、吴安、钱贵、汪泉、杭昱、周能 子壽 彧、王鎮 子源等、万贵、邵喜、张峦、夏儒、陈万言、方锐、陈景行、李伟、王伟、郑承宪、王昇、刘文炳 弟文燿等、张国纪、周奎 |
| 卷301 | 列傳第189 | 列女一：月娥、劉孝婦 甄氏、諸娥、丁錦孥 石氏、楊氏 張氏、貞女韓氏 黃善聰、姚孝女 蔡孝女 招遠孝女、盧佳娘 施氏、吳氏 畢氏、石孝女、湯慧信、義婢妙聰、徐孝女、高氏女、孫義婦、梁氏、馬氏、萬義顓 陳氏、郭氏 幼溪女、程氏、王妙鳳 唐貴梅 張氏、楊泰奴 張氏、陳楊瑄 秀水張氏 歐陽金貞、莊氏 唐氏、王氏 易氏、鐘氏四節婦、宣氏 孫氏、徐氏、義妾張氏、龔烈婦 江氏、范氏二女 丁美音、成氏 興安二女子、章銀兒 茅氏、招囊猛、淩氏 杜氏、義婦楊氏、史氏 林端娘、汪烈婦、竇妙善、石門丐婦、賈氏、胡氏、陳宗球妻史氏、葉氏、胡貴貞、孫氏、江氏 嚴氏 |
| 卷302 | 列傳第190 | 列女二：歐陽氏 徐氏 馮氏、方氏 葉氏、潘氏、楊氏、張烈婦 蔡氏 鄭氏、王烈婦 許烈婦、吳姞姑、沈氏六節婦、黃氏 張氏、張氏 葉氏 范氏、劉氏二女、孫烈女 蔡烈女、陳諫妻李氏、胡氏、戴清 胡氏、許元忱妻胡氏、郃陽李氏、吳節婦 楊氏、徐亞長、蔣烈婦、楊玉英 張蟬雲、倪氏、彭氏 劉氏、劉氏二孝女、黃氏、邵氏婢、楊郭恆 倪氏、楊氏、丁氏、尤氏、李氏、孫氏、方孝女 解孝女、李氏、項貞女、壽昌李氏、玉亭縣君、馬節婦、王氏、劉氏 楊氏、譚氏 張氏、李烈婦 黃烈婦、須烈婦、陳節婦 馬氏、謝玉華、張氏 王氏、戚家婦、金氏 楊氏、王氏、李中姑 洪氏 倪氏、劉氏 |
| 卷303 | 列傳第191 | 列女三：徐貞女、劉氏、余氏、虞鳳娘、林貞女、王貞女、倪美玉、劉烈女、上海某氏、谷氏、白氏、高烈婦、于氏 臺氏、胡氏、王氏、劉孝女、崔氏、高陵李氏、烈婦柴氏、周氏 王氏、高荊媧、宋氏、李氏陳氏、蘄水李氏 婢阿來、萬氏 王氏五烈婦 明倫堂女、陳氏、雞澤二李氏、姜氏、六安女、石氏女 謝氏、莊氏、馮氏、唐烈妻陳氏 劉氏、唐氏 顏氏、盧氏、于氏 蕭氏 楊氏、仲氏女、何氏、趙氏、倪氏 王氏 韓氏、邵氏 李氏、江氏、楊氏、張氏、石氏 王氏等、郭氏、姚氏、朱氏 徐京、定州李氏、胡敬妻姚氏、熊氏、丘氏 乾氏 黃氏、洗馬畈婦、向氏、雷氏、商州邵氏、呂氏、曲周邵氏、王氏、吳之瑞妻張氏、韓鼎允妻劉氏、江都程氏六烈、江都張氏 蘭氏等、張秉純妻劉氏、陶氏、田氏、和州王氏、方氏、陸氏 子道弘妻、于氏、項淑美 王氏、甬上四烈婦、夏氏 |
| 卷304 | 列傳第192 | 宦官一：郑和 侯显、金英 兴安 范弘 王瑾 阮安 阮浪、王振、曹吉祥 跛兒幹 喜寧 亦失哈 韋力轉 刘永诚、怀恩 覃吉、汪直 尚銘、梁芳 钱能 韋眷 王敬、何鼎 邓原等、李广、蒋琮、刘瑾、张永、谷大用 魏彬 張忠 吳經 劉允 |
| 卷305 | 列傳第193 | 宦官二：李芳、冯保、张鲸、陈增 陈奉 高淮、梁永 杨荣 李道等、陈矩、王安、魏忠贤、王體 李永贞 涂文輔 劉若愚、崔文昇、张彝宪、高起潜、王承恩、方正化 |
| 卷306 | 列傳第194 | 閹黨：焦芳 刘宇 曹元、張綵 韩福 李憲 張龍、顾秉谦 魏广微 黃立極 施鳳來 張瑞圖 來宗道 楊景辰、崔呈秀 吳淳夫 倪文煥 田吉 李夔龍、刘志选 梁夢環 劉詔 邵輔忠 孫杰、曹钦程 石三畏 張訥 盧承欽 門克新 劉徽 智鋌、王绍徽、周应秋 弟維持、霍维华 徐大化 李蕃 李魯生 李恆茂、阎鸣泰、贾继春、田尔耕 许显纯 崔應元 孫雲鶴 楊寰 |
| 卷307 | 列傳第195 | 佞倖：纪纲、门达 逯杲、李孜省、继晓、江彬 许泰、钱宁、陆炳、邵元节、陶仲文 段朝用 龔可佩 藍道行 胡大順 田玉、顾可学 盛端明等 朱隆禧 |
| 卷308 | 列傳第196 | 奸臣：胡惟庸 李存義 林賢 涂節 陳寧、陈瑛 马麟 丁玨 秦政學 趙緯 李芳、严嵩 子世蕃 赵文华 鄢懋卿等、周延儒、温体仁、马士英 阮大铖 |
| 卷309 | 列傳第197 | 流賊：李自成 高迎祥 劉宗敏 李巖 牛金星 羅汝才、张献忠 |
| 卷310 | 列傳第198 | 土司：湖廣土司 |
| 卷311 | 列傳第199 | 四川土司一 |
| 卷312 | 列傳第200 | 四川土司二 |
| 卷313 | 列傳第201 | 雲南土司一 |
| 卷314 | 列傳第202 | 雲南土司二 |
| 卷315 | 列傳第203 | 雲南土司三 |
| 卷316 | 列傳第204 | 貴州土司 |
| 卷317 | 列傳第205 | 廣西土司一 |
| 卷318 | 列傳第206 | 廣西土司二 |
| 卷319 | 列傳第207 | 廣司土司三 |
| 卷320 | 列傳第208 | 外國一：高麗（王氏高麗）→朝鮮（李氏朝鮮） |
| 卷321 | 列傳第209 | 外國二：安南（陳朝）→安南（胡朝）→交阯布政使司（屬明時期）→安南（黎朝前期）→安南（莫朝）→安南（南北朝）→安南（黎朝後期）→安南（鄭、阮南北朝） |
| 卷322 | 列傳第210 | 外國三：日本 |
| 卷323 | 列傳第211 | 外國四：琉球、呂宋、合貓里、美洛居、沙瑶、 呐嗶嘽、雞籠、婆羅、麻葉甕、古麻剌朗、馮嘉施蘭、文郎馬神 |
| 卷324 | 列傳第212 | 外國五：占城、賓童龙、真腊、暹羅、爪哇、闍婆、蘇吉丹、碟里、日羅夏治、三佛齐 |
| 卷325 | 列傳第213 | 外國六：浡泥、满剌加、蘇門答剌、須文達那、蘇禄、西洋瑣里、瑣里、览邦、淡巴、百花、彭亨、那孤儿、黎伐、南渤利、阿魯（啞魯）、柔佛、丁機宜、巴喇西、佛朗機、和蘭 |
| 卷326 | 列傳第214 | 外國七：古里、柯枝、小葛蘭、大葛蘭、錫蘭山、榜葛剌、沼納朴儿、祖法儿、木骨都束、不剌哇、竹步、阿丹、剌撒、麻林、忽魯謨斯、溜山、比剌、孫剌、南巫里、加異勒、甘巴里、急蘭丹、沙里湾泥、底里、千里達、失剌比、古里班卒、剌泥、夏剌比、奇剌泥、窟察泥、舍剌齐、彭加那、八可意、乌沙剌踢、坎巴、阿哇、打回、白葛達、黑葛達、拂菻、意大里亚 |
| 卷327 | 列傳第215 | 外國八：韃靼 |
| 卷328 | 列傳第216 | 外國九：瓦剌、 朵顔（福余、泰宁） |
| 卷329 | 列傳第217 | 西域一：哈密衛、柳城、火州、土魯番 |
| 卷330 | 列傳第218 | 西域二：安定衛、阿端衛、曲先衛、赤斤蒙古衛、沙州衛、罕東衛、罕東左衛、哈梅里 |
| 卷331 | 列傳第219 | 西域三：乌斯藏、大宝法王、大乘法王、大慈法王、闡化王、贊善王、護教王、闡教王、輔教王、西天阿難功德国、西天尼八剌国、朵甘、烏斯藏行都指揮使司、長河西魚通甯遠宣慰司、董卜韓胡宣慰司 |
| 卷332 | 列傳第220 | 西域四：撒馬儿罕、沙鹿海牙、達失幹、賽藍、養夷、渴石、迭里迷、卜花儿、別失八里、哈烈、俺都淮、八答黑商、于闐、失剌思、俺的幹、哈实哈儿、亦思弗罕、火剌劄、乞力麻儿、白松虎儿、答儿密、納失者罕、敏真、日落、米昔儿、黑婁、討来思、阿速、沙哈魯、天方、默德那、坤城、哈三等二十九部、魯迷 |

### 萬斯同稿本
萬斯同《明史》稿本共四百十六卷，為清修《明史》之最早版本。全部书稿凡十二册，计人物传记四百六篇，其中正传二百四十八篇，附传一百五十八篇。与王鸿绪《橫雲山人明史稿》、张廷玉《明史》比较，三者分合去取差异很大，既有万稿有而王、张皆无者，又有万稿、王稿有而张《明史》无者，如殿本《明史》因政治考慮而刪除石星、顧養謙、宋應昌、邢玠、孫鑛等參與萬曆朝鮮之役的關鍵人物列傳，還有成本《明史》有而萬稿無者。其间體現编纂者于明史观点、史实去取乃至民族意识存在差异，而万斯同赓续明朝正统史笔之抱负由此益显。柳诒徵曾取此稿与通行本《明史》、王鸿绪《明史稿》参互校勘，撰《明史稿校录》，提出异同得失七事。另又有天一阁藏《明史稿》，為萬氏亲笔誊改手稿及编纂之初稿若干，包括大量朱笔校语校迹，是其四百十六卷本《明史》之底本。

#### 本紀
| 卷册 | 目录     | 内容     |  | 卷册 | 目录     | 内容       |
| ---- | -------- | -------- |  | ---- | -------- | ---------- |
| 卷1  | 本紀第1  | 太祖一   |  | 卷14 | 本紀第13 | 孝宗       |
| 卷2  | 本紀第2  | 太祖二   |  | 卷15 | 本紀第14 | 武宗       |
| 卷3  | 本紀第3  | 太祖三   |  | 卷16 | 本紀第15 | 世宗上     |
| 卷4  | 本紀第4  | 太祖四   |  | 卷17 | 本紀第16 | 世宗下     |
| 卷5  | 本紀第5  | 建文帝   |  | 卷18 | 本紀第17 | 穆宗       |
| 卷6  | 本紀第6  | 成祖上   |  | 卷19 | 本紀第18 | 神宗上     |
| 卷7  | 本紀第7  | 成祖下   |  | 卷20 | 本紀第19 | 神宗下     |
| 卷8  | 本紀第8  | 仁宗     |  | 卷21 | 本紀第20 | 光宗       |
| 卷9  | 本紀第9  | 宣宗     |  | 卷22 | 本紀第21 | 熹宗       |
| 卷10 | 本紀第10 | 英宗前紀 |  | 卷23 | 本紀第22 | 莊烈皇帝一 |
| 卷11 | 本紀第11 | 景帝     |  | 卷24 | 本紀第23 | 莊烈皇帝二 |
| 卷12 | 本紀第12 | 英宗後紀 |  | 卷25 | 本紀第24 | 莊烈皇帝三 |
| 卷13 | 本紀第13 | 憲宗     |  | 卷26 | 本紀第24 | 莊烈皇帝四 |

#### 志
| 卷册 | 目录   | 内容     |  | 卷册  | 目录   | 内容     |  | 卷册  | 目录    | 内容     |
| ---- | ------ | -------- |  | ----- | ------ | -------- |  | ----- | ------- | -------- |
| 卷27 | 志第1  | 曆法一   |  | 卷64  | 志第38 | 禮二十二 |  | 卷101 | 志第75  | 食貨七   |
| 卷28 | 志第2  | 曆法二   |  | 卷65  | 志第39 | 樂一     |  | 卷102 | 志第76  | 食貨八   |
| 卷29 | 志第3  | 曆法三   |  | 卷66  | 志第40 | 樂二     |  | 卷103 | 志第77  | 食貨九   |
| 卷30 | 志第4  | 曆法四   |  | 卷67  | 志第41 | 樂三     |  | 卷104 | 志第78  | 食貨十   |
| 卷31 | 志第5  | 曆法五   |  | 卷68  | 志第42 | 樂四     |  | 卷105 | 志第79  | 食貨十一 |
| 卷32 | 志第6  | 天文一   |  | 卷69  | 志第43 | 職官上   |  | 卷106 | 志第80  | 兵衛一   |
| 卷33 | 志第7  | 天文二   |  | 卷70  | 志第44 | 職官下   |  | 卷107 | 志第81  | 兵衛二   |
| 卷34 | 志第8  | 天文三   |  | 卷71  | 志第45 | 選舉一   |  | 卷108 | 志第82  | 兵衛三   |
| 卷35 | 志第9  | 天文四   |  | 卷72  | 志第46 | 選舉二   |  | 卷109 | 志第83  | 兵衛四   |
| 卷36 | 志第10 | 天文五   |  | 卷73  | 志第47 | 選舉三   |  | 卷110 | 志第84  | 兵衛五   |
| 卷37 | 志第11 | 天文六   |  | 卷74  | 志第48 | 選舉四   |  | 卷111 | 志第85  | 兵衛六   |
| 卷38 | 志第12 | 五行一   |  | 卷75  | 志第49 | 選舉五   |  | 卷112 | 志第86  | 兵衛七   |
| 卷39 | 志第13 | 五行二   |  | 卷76  | 志第50 | 選舉六   |  | 卷113 | 志第87  | 兵衛八   |
| 卷40 | 志第14 | 五行三   |  | 卷77  | 志第51 | 選舉七   |  | 卷114 | 志第88  | 兵衛九   |
| 卷41 | 志第15 | 五行四   |  | 卷78  | 志第52 | 選舉八   |  | 卷115 | 志第89  | 兵衛十   |
| 卷42 | 志第16 | 五行五   |  | 卷79  | 志第53 | 地理一   |  | 卷116 | 志第90  | 兵衛十一 |
| 卷43 | 志第17 | 禮一     |  | 卷80  | 志第54 | 地理二   |  | 卷117 | 志第91  | 兵衛十二 |
| 卷44 | 志第18 | 禮二     |  | 卷81  | 志第55 | 地理三   |  | 卷118 | 志第92  | 兵衛十三 |
| 卷45 | 志第19 | 禮三     |  | 卷82  | 志第56 | 地理四   |  | 卷119 | 志第93  | 兵衛十四 |
| 卷46 | 志第20 | 禮四     |  | 卷83  | 志第57 | 地理五   |  | 卷120 | 志第94  | 兵衛十五 |
| 卷47 | 志第21 | 禮五     |  | 卷84  | 志第58 | 地理六   |  | 卷121 | 志第95  | 兵衛十六 |
| 卷48 | 志第22 | 禮六     |  | 卷85  | 志第59 | 河渠一   |  | 卷122 | 志第96  | 兵衛十七 |
| 卷49 | 志第23 | 禮七     |  | 卷86  | 志第60 | 河渠二   |  | 卷123 | 志第97  | 兵衛十八 |
| 卷50 | 志第24 | 禮八     |  | 卷87  | 志第61 | 河渠三   |  | 卷124 | 志第98  | 兵衛十九 |
| 卷51 | 志第25 | 禮九     |  | 卷88  | 志第62 | 河渠四   |  | 卷125 | 志第99  | 兵衛二十 |
| 卷52 | 志第26 | 禮十     |  | 卷89  | 志第63 | 河渠五   |  | 卷126 | 志第100 | 刑法上   |
| 卷53 | 志第27 | 禮十一   |  | 卷90  | 志第64 | 河渠六   |  | 卷127 | 志第101 | 刑法中   |
| 卷54 | 志第28 | 禮十二   |  | 卷91  | 志第65 | 河渠七   |  | 卷128 | 志第102 | 刑法下   |
| 卷55 | 志第29 | 禮十三   |  | 卷92  | 志第66 | 河渠八   |  | 卷129 | 志第103 | 輿服一   |
| 卷56 | 志第30 | 禮十四   |  | 卷93  | 志第67 | 河渠九   |  | 卷130 | 志第104 | 輿服二   |
| 卷57 | 志第31 | 禮十五   |  | 卷94  | 志第68 | 河渠十   |  | 卷131 | 志第105 | 輿服三   |
| 卷58 | 志第32 | 禮十六   |  | 卷95  | 志第69 | 食貨一   |  | 卷132 | 志第106 | 輿服四   |
| 卷59 | 志第33 | 禮十七   |  | 卷96  | 志第70 | 食貨二   |  | 卷133 | 志第107 | 藝文一   |
| 卷60 | 志第34 | 禮十八   |  | 卷97  | 志第71 | 食貨三   |  | 卷134 | 志第108 | 藝文二   |
| 卷61 | 志第35 | 禮十九   |  | 卷98  | 志第72 | 食貨四   |  | 卷135 | 志第109 | 藝文三   |
| 卷62 | 志第36 | 禮二十   |  | 卷99  | 志第73 | 食貨五   |  | 卷136 | 志第110 | 藝文四   |
| 卷63 | 志第37 | 禮二十一 |  | 卷100 | 志第74 | 食貨六   |  | 卷137 | 志第111 | 藝文五   |

#### 表
| 卷册  | 目录  | 内容       |  | 卷册  | 目录   | 内容       |  | 卷册  | 目录   | 内容       |
| ----- | ----- | ---------- |  | ----- | ------ | ---------- |  | ----- | ------ | ---------- |
| 卷138 | 表第1 | 諸王世表一 |  | 卷143 | 表第6  | 功臣世表中 |  | 卷148 | 表第11 | 大臣年表中 |
| 卷139 | 表第2 | 諸王世表二 |  | 卷144 | 表第7  | 功臣世表下 |  | 卷149 | 表第12 | 大臣年表下 |
| 卷140 | 表第3 | 諸王世表三 |  | 卷145 | 表第8  | 戚臣世表   |  |       |        |            |
| 卷141 | 表第4 | 諸王世表四 |  | 卷146 | 表第9  | 宦幸世表   |  |       |        |            |
| 卷142 | 表第5 | 功臣世表上 |  | 卷147 | 表第10 | 大臣年表上 |  |       |        |            |

#### 列傳
下畫線者為《明史》後續版本所刪去。
| 卷冊  | 目錄      | 内容 |
| ----- | --------- | --- |
| 卷150 | 列傳第1   | 太祖馬皇后 孙贵妃 郭宁妃、興宗常皇后、興宗呂太后、建文帝马皇后、成祖徐皇后 权贤妃 王贵妃、仁宗张皇后、宣宗胡廢后、宣宗孙皇后 吴贤妃、英宗钱皇后、英宗周太后、景帝汪废后、景帝杭皇后、宪宗吴废后、憲宗王皇后、憲宗纪太后、憲宗邵太后 万贵妃 |
| 卷151 | 列傳第2   | 孝宗张皇后、武宗夏皇后、肃宗蒋皇后、世宗张废后、世宗方皇后、世宗杜太后 王貴妃、穆宗李皇后、穆宗陈皇后、穆宗李太后、神宗王皇后、神宗王太后 郑贵妃、光宗郭皇后、光宗王太后、光宗刘太后 李康妃、熹宗张皇后、莊烈帝周皇后 田贵妃 |
| 卷152 | 列傳第3   | 大都督文正、靖江王守謙、懿文太子標、秦王樉、晉王棡、周王橚、楚王楨、齊王榑、潭王梓、魯王檀、蜀王椿、湘王柏、代王桂、肅王楧 |
| 卷153 | 列傳第4   | 遼王植、慶王㮵、寧王權、岷王楩、谷王橞、韓王松、瀋王模、安王楹、唐王桱、郢王棟、伊王㰘、虞王雄英、吳王允熥、衡王允熞、徐王允𤐤、建文帝太子文奎、建庶子文圭、漢王高煦、趙王高燧 |
| 卷154 | 列傳第5   | 鄭王瞻埈、蘄王瞻垠、越王瞻墉、襄王瞻墡、荊王瞻堈、淮王瞻墺、滕王瞻塏、梁王瞻垍、衛王瞻埏、榮王見清、許王見淳、德王見潾、秀王見澍、崇王見澤、忻王見治、吉王見浚、徽王見沛、懷獻太子見濟、悼恭太子祐極、興王祐杬、岐王祐棆、益王祐檳、衡王祐楎、雍王祐枟、壽王祐榰、汝王祐梈、涇王祐橓、榮王祐樞、申王祐楷、蔚王厚煒、哀沖太子載基、莊敬太子載壑、景王載圳、潞王翊鏐、福王常洵、瑞王常浩、惠王常潤、桂王常瀛、懷沖太子慈然、悼懷太子慈焴、獻懷太子慈炅、莊烈帝太子慈烺、定王慈炯、永王慈炤、悼王慈煥 |
| 卷155 | 列傳第6   | 仁祖二女、太祖十六女、興宗二女、成祖七女、仁宗三女、宣宗二女、英宗八女、景帝一女、憲宗六女、孝宗四女、世宗四女、穆宗六女、神宗十女、光宗九女、熹宗二女、愍帝六女 |
| 卷156 | 列傳第7   | 韓林兒、郭子興 |
| 卷157 | 列傳第8   | 徐壽輝、陳友諒 子理 熊天瑞、張士誠 |
| 卷158 | 列傳第9   | 明玉珍 子昇、方國珍、李思齊 |
| 卷159 | 列傳第10  | 擴廓帖木兒 蔡子英、陳友定 伯顏子中 |
| 卷160 | 列傳第11  | 徐達 子輝祖 增壽等、常遇春 子茂 昇 |
| 卷161 | 列傳第12  | 李文忠 子景隆、鄧愈、湯和 |
| 卷162 | 列傳第13  | 沐英 子春 晟 昂 晟子斌等 |
| 卷163 | 列傳第14  | 馮勝 兄國用、傅友德、廖永忠 |
| 卷164 | 列傳第15  | 藍玉 曹震 张翼 张温 陈桓 朱寿 曹兴 |
| 卷165 | 列傳第16  | 吳良 弟禎、耿炳文、郭英 五世孫勛、康茂才 子鐸、何真 |
| 卷166 | 列傳第17  | 華雲龍、華高、韓政、曹良臣、仇成、張龍、吳復、周武、胡海、張赫、張銓 |
| 卷167 | 列傳第18  | 顧時、陳德、郭子興、王志、楊璟、朱亮祖、梅思祖、薛顯、金朝興 |
| 卷168 | 列傳第19  | 唐勝宗、陸仲亨、鄭遇春、費聚、趙庸、黃彬、陸聚、葉昇、胡美、周德興、王弼、謝成、李新 |
| 卷169 | 列傳第20  | 胡大海 養子德濟、耿再成、張德勝 汪興祖、趙德勝 附豫章康山兩廟忠臣、俞通海 父廷玉 弟通源 通淵、桑世傑 子敬、廖永安、丁德興、茅成 楊國興 劉成、孫興祖 子恪、濮英 子璵 光 嚴德 孫虎 |
| 卷170 | 列傳第21  | 李善長、汪廣洋、楊憲 |
| 卷171 | 列傳第22  | 劉基 子璟、宋濂、葉琛、章溢 子存道 |
| 卷172 | 列傳第23  | 陶安、詹同、朱升、樂韶鳳、劉三吾、吳伯宗、吳沉、劉仲質、朱善、鮑恂、羅復仁、安然 |
| 卷173 | 列傳第24  | 滕毅、陳修 李仁、吳琳 王克己 趙好德、楊思義、滕德懋、楊訓文、費震 周肅 張琬、周禎 世家寳 周湞 劉惟謙 劉敏、錢唐、端復初、李質 黎光、單安仁 楊冀安、朱守仁、薛祥 |
| 卷174 | 列傳第25  | 劉崧、翟善 李信 杜澤 余熂、范敏 茹太素、唐鐸、沈溍 溫祥卿、開濟、秦逵 趙翥 趙俊 徐本 劉敏 冀凯 馮天孫、楊靖、淩漢 解敏 藍子貞 鄧文鑑 嚴德珉、馮堅、韓宜可 周觀政 歐陽韶 |
| 卷175 | 列傳第26  | 錢用壬、崔亮、陶凱、牛諒、曾魯 秦約 陳思道 張衡、張籌、李叔正、任昂、李原名、任亨泰 門克新 |
| 卷176 | 列傳第27  | 陳遇、秦從龍、葉兌、范常、潘庭堅 子黼、宋師顏、郭景祥 李夢庚 孔克仁 詹彥中、楊元杲 阮弘道、王濂、毛騏 子驤、夏煜 |
| 卷177 | 列傳第28  | 楊維楨 郭翼、危素、張以寧 石光霽、程徐、秦裕伯、答祿與權 |
| 卷178 | 列傳第29  | 宋訥、許存仁 劉丞直、魏觀、桂彥良、李希顏、張美和 聶鉉、汪叡、趙俶 王嘉會、錢宰 陳桱 王經、蕭執 陳觀、陳南賓、蕭岐 |
| 卷179 | 列傳第30  | 李仕魯 陳汶輝、曾秉正、葉伯巨、鄭士利、周敬心、王朴 |
| 卷180 | 列傳第31  | 葉旺 馬雲、蔡遷 陳文、繆大亨、何文輝、徐司馬、王銘、郭雲、武德、甯正、袁義、金興旺 費子賢、花茂、丁玉、王溥 |
| 卷181 | 列傳第32  | 子祺 王佑 鄭沂、陶垕仲 彭通、劉仕貆 王溥、隨贇 黃哲、王宗顯 王興宗、王觀 王興福 蘇恭讓 趙庭蘭、方徵、呂文燧、楊卓 羅性、詹俊、盧熊 盧熙 王士弘、道同、歐陽銘 徐均、倪孟賢 郎敏等、青文勝 |
| 卷182 | 列傳第33  | 汪河、趙秩 沈秩、傅安 郭驥 陳誠 周讓 李暹 |
| 卷183 | 列傳第34  | 齊泰、黃子澄、方孝孺 子昭 盧原質 鄭居貞 林嘉猷 鄭公智 劉政 方法 樓璉 廖鏞 林右 章樸 |
| 卷184 | 列傳第35  | 鐵鉉、盛庸、平安、梅殷、張昺、謝貴 彭二、葛誠 余逢辰 杜奇、宋忠 彭聚 孫泰、余瑱、馬宣 曾浚、卜萬 朱鑒、瞿能、莊得 楚智 皂旗張 小馬王、張倫 |
| 卷185 | 列傳第36  | 練子寧、黃觀 黃魁、卓敬、陳迪、陳性善 彭與明 劉伯完、暴昭 侯泰、郭任 盧迥、陳植、景清、茅大芳 周璿、胡閏 高翔、廖昇 鄒瑾 鄒朴 |
| 卷186 | 列傳第37  | 王叔英、王艮 高遜志、周是修 石撰 程通、黃鉞 陳繼之 韓永 龔泰 葉福 張德明、戴德彜、程本立、曾鳳韶、王度、王彬 崇剛、魏冕 謝昇 甘霖 連楹 林英 丁志方 董鏞、葉希賢 牛景先、高巍 韓郁、黃彥清 巨敬 樊士信 宋徵、王良、姚善、陳彥回 葉慧仲 黃希范 蔡運 松江同知 石允常、顏伯瑋 向樸 鄭恕 張彥方 鄭華、王省、陳思賢 |
| 卷187 | 列傳第38  | 高賢寧、程濟 楊本 周拱元、王璡、孫鎮、劉亨、周縉、龔詡、儲福、雪菴和尚、河西傭、補鍋匠、馮翁、東湖樵夫 樂清樵夫 玉華山樵 梁田玉 梁良玉 梁良用 梁中節 何申 宋和 郭節 |
| 卷188 | 列傳第39  | 張紞 毛泰亨、王鈍、嚴震直、郁新、徐宗實、董倫、王景、張智、張顯宗、薛嵓、尹昌隆 |
| 卷189 | 列傳第40  | 張玉 子輗 軏 從子信、朱能、丘福、王真、張武、陳珪、李濬、徐祥、譚淵 子忠、孟善、孫巖、張興、陳志、唐雲、陳賢、王友、王聰、火真 |
| 卷190 | 列傳第41  | 張信、房勝、陳亨 子懋、徐理、房寬、劉才、徐忠、趙彝、李遠、王忠、郭亮、陳旭 |
| 卷191 | 列傳第42  | 顧成、宋晟、劉榮、鄭亨、薛祿、何福、朱榮 郭義 金玉、費瓛、譚廣、陳懷 |
| 卷192 | 列傳第43  | 張輔、李彬、王通、柳升、梁銘 子珤 |
| 卷193 | 列傳第44  | 姚廣孝、金忠、郭資 雒僉、李友直 徐晞等 |
| 卷194 | 列傳第45  | 解縉、黃淮、胡廣、金幼孜、胡儼 |
| 卷195 | 列傳第46  | 楊士奇、楊榮、楊溥 陳山 張瑛 |
| 卷196 | 列傳第47  | 蹇義、夏原吉 |
| 卷197 | 列傳第48  | 茹瑺 王佐、李至剛、鄭賜、呂震、方賓、吳中、陳瑛 马麟 丁玨 秦政學 趙緯 李芳、劉觀 |
| 卷198 | 列傳第49  | 宋禮、金純、藺芳、陳瑄 |
| 卷199 | 列傳第50  | 黃福、周忱 趙泰 |
| 卷200 | 列傳第51  | 師逵、古朴、趙羾、劉季箎 蔣廷瓚、劉辰、向寶、王彰、儀智 子銘、陳壽、俞士吉、楊砥、薛均、湯宗 |
| 卷201 | 列傳第52  | 曾棨、王英、沈度 弟粲 陳登、鄒濟 陳仲完、徐善述、周述 弟孟簡、陳濟、王汝玉、梁潛、金問 馬京、黎恬、董子莊 趙季通 劉淳 楊黼 金實 蕭用道 宋子環、徐旭 宋琮、陳繼 |
| 卷202 | 列傳第53  | 劉儁 呂毅 劉昱 侯保 馮貴、陳洽、李慶 史安 陳鏞 李宗昉 潘禋、高士文 徐政 伍雲 陳忠、李任 劉子輔 何忠 徐麒 易先 周安、琴彭 陳汝石 陶季容 陳汀 |
| 卷203 | 列傳第54  | 吳允誠 子管者、薛斌 弟貴、金忠 蔣信、李賢 滕定 金順、吳成、李英 從子文、毛勝、焦禮、毛忠、和勇 羅秉忠 |
| 卷204 | 列傳第55  | 王驥、蔣貴、任禮、趙安 |
| 卷205 | 列傳第56  | 韓觀、山雲、蕭授、吳亮、衞青、王瑜、巫凱 冀傑、方政、史昭 劉昭 李達 |
| 卷206 | 列傳第57  | 耿通、周新、鄒緝、陳諤、弋謙、戴綸 林長懋、羅汝敬、陳祚 周文褒、郭循 |
| 卷207 | 列傳第58  | 顧佐 邵玘 陳勉 嚴升、魯穆、段民、吳訥、吾紳、魏驥、章敞、王士嘉 李文郁 鄒師顏、陳璉 |
| 卷208 | 列傳第59  | 郭璡、黃宗載 王讓 李斆、郭敦 李㫤、張本、徐琦 李郁、柴車、鄭辰、魏源 陳鼎 王質、熊概 葉春、虞謙、賈諒 丁璿 曹翼、嚴本 呂升 仰瞻 |
| 卷209 | 列傳第60  | 李昌祺 蕭省身、陳士啓、徐永達 靳義 龔鐩 王琦 高舉 趙忠 王善、應履平、何源、張政 胡器 朱仲安 童寅、林碩 鄭珞 蔡揖 陳璇 吳揚 王公亮 梁觀、彭勖、尤安禮、夏時、萬觀、黃潤玉、王哲、嚴烜 唐舟 陳憲 吳昇、孫鼎 |
| 卷210 | 列傳第61  | 鄧眞 黃驥、黃澤 曾鼎、孔友諒 姚泓等、范濟 張真 唐順 蔣文霆 況連 馮述 張顯、尹崧 |
| 卷211 | 列傳第62  | 方素易、芮麟、劉謙、況鍾 朱勝、陳本深 莫愚 羅以禮、周濟、魚侃、周旭鑑、甯直、廖謨 陳蚪 陳穀 晏毅 徐文振、楊瓚 王懋 葉錫 趙亮、劉實 孫丙、丘陵 張穆 李齡、張嵓、姚堂、饒秉鑑、余瓚、衛瑛 龍晉 黎永明 嚴永濬、郭桂 |
| 卷212 | 列傳第63  | 曹鼐 張益、鄺埜、王佐、丁鉉 王永和、鄧棨 龔全安 黃養正 戴慶祖 王一居 劉容 淩壽 姚銑 鄭瑄等 |
| 卷213 | 列傳第64  | 劉中敷 子璉 孫機、金濂 張楷、張鳳 沈固、何文淵、石璞 王巹、陳鎰、羅通、楊寧 李蕡、侯璡、王來 弟鼎、孫原貞 薛希璉 |
| 卷214 | 列傳第65  | 王直 父伯貞、胡濙 龔遂榮、于謙 吳寧 王偉 |
| 卷215 | 列傳第66  | 李時勉、陳敬宗、劉鉉 薩琦、謝鐸 叔父省、章懋 從子拯、魯鐸 趙永 |
| 卷216 | 列傳第67  | 馬愉、陳循 蕭鎡、高穀、王文、江淵、徐有貞 許彬 |
| 卷217 | 列傳第68  | 楊洪 子俊 從子能 信、石亨 從子彪、郭登、朱謙 子永 孫暉 |
| 卷218 | 列傳第69  | 方瑛、陳友、孫鏜、董興、曹義 施聚、衛穎、趙輔、劉聚、李震、趙勝 |
| 卷219 | 列傳第70  | 劉球 董璘、尚褫、陳鑑 何觀、鍾同 孟玘 楊集、章綸 子玄應、廖莊、倪敬 盛㫤 杜宥 黃讓 羅俊 汪清、楊瑄 子源 盛顒 周斌等 |
| 卷220 | 列傳第71  | 左鼎、許仕達、練綱、曹凱 吳昇、劉煒 謝昶、單宇 姚顯 楊浩、華敏 徐鎮 賈斌 裴綸、聊讓 韓昌、胡仲倫 袁敏 郭佑、張昭 賀煬 |
| 卷221 | 列傳第72  | 楊信民、陶成 子魯、張驥 竺淵 耿定 王晟 鄧顒、丁瑄 柳華 柴文顯 汪澄、張瑛 熊尚初、王得仁 子一夔、伍驥 子希閔 從子希淵 希淵子符、毛吉 王騏、孔鏞 李時敏、林錦 |
| 卷222 | 列傳第73  | 朱鑑、羅亨信、張惠、馬謹、李儀、張固 馬恭、李奎 子玘、羅綺、王宇 |
| 卷223 | 列傳第74  | 陳汝言 孫弘 盧彬 王謙、王越、陳鉞、戴縉 張頤 胡睿 王億 |
| 卷224 | 列傳第75  | 李賢、薛瑄、岳正、彭時、呂原 子㦂、商輅、劉定之 |
| 卷225 | 列傳第76  | 陳文、萬安 彭華、劉珝、劉吉、尹直 |
| 卷226 | 列傳第77  | 王翱、李秉、崔恭、姚夔、尹旻、李裕 |
| 卷227 | 列傳第78  | 年富、耿九疇、軒輗 陳復、王竑、林聰、葉盛、朱英 |
| 卷228 | 列傳第79  | 陸瑜、王槩、楊鼎 薛遠 翁世資、鄒幹 蕭晅 石瑁、王復、張鵬、劉孜 邢宥、周瑄 子綋、張瑄、潘榮 黃鎬、胡拱辰、陳俊 |
| 卷229 | 列傳第80  | 程信 子敏政、白圭 子鉞、項忠、韓雍、余子俊 阮勤 |
| 卷230 | 列傳第81  | 陳泰 孫曰良 李棠、霍瑄、曾翬、邢簡 李顒、范理 子絪、陳嘉猷、賈銓 梁楘 徐璟、彭誼 雷復、蔚能 張泌 井泉 郝郁 奈亨、楊璿、夏時正 許聰 黃景隆、林鶚、黃孔昭 |
| 卷231 | 列傳第82  | 原傑、徐廷璋、李綱 張綱、陳濂、夏壎、張瓚、盧祥、李侃、高明、牟俸、楊繼宗、王詔、謝士元 |
| 卷232 | 列傳第83  | 許貴 子寧、周賢 子玉、劉玉、何洪、王璽、王信 都勝 郭鋐、歐信、彭倫、魯鑑 子麟 孫經、劉寧 周璽 莊鑒、彭清、歐磐 |
| 卷233 | 列傳第84  | 錢習禮、周敍 劉儼、楊翥 俞山 俞綱、李紹 子瑢、孔公恂 司馬恂、邢讓 陳鑑 張業、柯潛 吳希賢 張天瑞、羅璟 鄭環、劉戩、潘辰 |
| 卷234 | 列傳第85  | 張寧、王徽 王淵 朱寬 李翔 李鈞、毛弘、丘弘、李森、謝文祥 楊琅、毛志 方佑 邵有良 沈源、魏元、康永韶、鄭己 胡深 董旻、章鎰 從兄銳 |
| 卷235 | 列傳第86  | 高瑤 黎淳、孫博、强珍 王崇之、大節 蕭顯 楊智 李鸞 蔣昺 趙艮 劉昂、王坦 霍貴、李應禎 袁慶祥 虎臣、王瑞 張稷、李俊、汪奎 從子舜民、崔陞 蘇章 彭綱 周軫 王純、李旦 盧瑀等 |
| 卷236 | 列傳第87  | 江玭 子瀾 瀾子曉 暉 曉子圻、錢奐 子瓚 瓚元孫敬忠 啓忠、陳壯 段正、項騏 韓偉 李茂弘 張清 豐慶 周子良 李山如、夏寅 劉昌、彭琉 王鈺 陳璲 莊觀、趙敔、舒清、劉俊、曹時中 兄泰、陸容、李崙、費瑄 |
| 卷237 | 列傳第88  | 徐溥、劉健、丘濬、謝遷、李東陽 |
| 卷238 | 列傳第89  | 王恕 子承裕、耿裕、屠滽、倪岳、馬文升 |
| 卷239 | 列傳第90  | 何喬新、彭韶、周經、劉大夏 |
| 卷240 | 列傳第91  | 秦紘、賈俊、閔珪、戴珊、張敷華、楊守隨 從弟守隅 |
| 卷241 | 列傳第92  | 周洪謨、李敏、葉淇、劉璋、傅瀚、佀鍾、張昇 李傑、曾鑑 徐貫 |
| 卷242 | 列傳第93  | 童軒 吳昊、黃紱、鄭時、張悅 張鎣、梁璟、樊瑩、鄧廷瓚 唐珣、王軾、王繼、秦民悅、熊繡 |
| 卷243 | 列傳第94  | 楊守陳 弟守阯 子茂元 茂仁、劉宣 子秉監、陳音、吳寬、張元禎、羅玘 |
| 卷244 | 列傳第95  | 徐恪、朱瑄 潘禮 張撫、羅明、張鼎、王霽、楊峻、李介 子昆、張錦 楊謐 熊懷 魏紳、周孟中 劉㫤、徐鏞 李昂 張瑋、韓鎬、朱欽、林元甫 子有孚 從子有年 有祿 黃璉、張賓 秦崇 |
| 卷245 | 列傳第96  | 段堅、閻禹錫 白良輔、羅倫 棐、莊昶、黃仲昭 宋端儀、陳選 父員韜、賀欽、陳茂烈、周瑛、張吉、丁璣 |
| 卷246 | 列傳第97  | 鄒智、李文祥、湯鼐 劉槩 董傑、張昺、方向、暢亨 周時從 任儀、武衢 王雄 車梁、姜綰 繆樗 余濬 孫紘 劉遜、彭程 李興、胡獻 胡易 |
| 卷247 | 列傳第98  | 姜洪 歐陽旦、曹璘、王獻臣 吳一貫 余濂、夏鍭、胡爟 陳禎 張倫、龐泮 呂獻、葉紳、馬子聰、周旋、張弘至、屈伸、張文、林沂、陳仁 孫磬 |
| 卷248 | 列傳第99  | 王鏊、劉忠、韓文、傅珪、雍泰、陳壽 |
| 卷249 | 列傳第100 | 屠勳 子應塤等 孫叔方、潘蕃 沈銳、張泰、吳文度 王珩 顧佐 林泮、吳洪 子山 巖 崑 山子邦楨 崑孫煥、張鼐 冒政、王華 |
| 卷250 | 列傳第101 | 林瀚 子庭㭿 庭機 孫燫 烴、許進 子誥 讚 論 |
| 卷251 | 列傳第102 | 孫需 張憲、胡富、洪遠、黃珂、柴昇、吳儼、劉春、石玠、王璟 高銓、叢蘭、周南 孫祿、龔弘 王珝 |
| 卷252 | 列傳第103 | 劉璣 胡汝礪 余俊 朱恩 李善、才寬 陳震、韓福 李憲 屈銓 閭潔 王綸 王綬、韓鼎 子守愚、文貴 馮清、甯杲 柳尚義 張龍 |
| 卷253 | 列傳第104 | 陸完、王瓊、張子麟、李鐩 |
| 卷254 | 列傳第105 | 何鑑、馬中錫、陳金、俞諫、洪鍾 陳鎬、馬昊 |
| 卷255 | 列傳第106 | 邵寶、楊廉、王鴻儒 弟鴻漸、儲巏、潘府、胡鐸、景暘、邵銳、余本 |
| 卷256 | 列傳第107 | 曹鳳 孫亨、燕忠 歐信、李貢 兄贊、王雲鳳、陳恪 張廉、李堂、張津、張淳、吳世忠、王哲 曾孫有功、王純 |
| 卷257 | 列傳第108 | 劉玉 祖廣衡、劉瑞、趙佑 朱廷聲 徐鈺 陳琳 王良臣 潘鏜、湯禮敬、葛嵩、王渙、潘希曾、葉釗、翟唐 毛思義 胡文璧 劉天麒、何紹正 陳鼎 賀泰 張璞 成文 孟洋 李翰臣 張經、張芹 |
| 卷258 | 列傳第109 | 劉𦶜 呂翀 艾洪、戴銑 李光翰 徐蕃 牧相 任惠 徐暹、葛浩 薄彥徽 貢安甫 李熙 姚學禮 張鳴鳳 曹閔 黃昭道、陸崑、蔣欽、許天錫 周鑰 馮顒 郗夔、周璽 劉憲 禎 何釴、羅僑 |
| 卷259 | 列傳第110 | 周廣 曹琥、李中 宿進 戴冠、徐文溥、張欽、張士隆、石天柱、張文明 王相 董相 劉士元 |
| 卷260 | 列傳第111 | 孫燧 子堪 墀、許逵 子瑒 瑒子䢿、黃宏 馬思聰 周憲、宋以方 萬木等 |
| 卷261 | 列傳第112 | 李濚、周津、陳振、郭緒、張欽、董朴 子士毅、姜昂 子龍、瞿俊、張舉、馮琨 父釴 子夢龍、王勳 吳傑、祝萃、吳昂、楊子器 狄雲漢、秦文 弟禮 武 禮子鳴春 鳴夏 鳴雷、鄒賢、李源、李滄 董遵 黃傳 凌瀚 張大輪 應璋、徐珪 |
| 卷262 | 列傳第113 | 舒芬 崔桐、黃鞏、陸震、夏良勝 萬潮 陳九川 張衍瑞 姚繼巖 徐鏊 張英、何遵 劉校 劉珏 林公黼 余廷瓚 李紹賢 孟陽 詹軾 詹瀚 劉概 李惠 馮涇 王鑾 王瀚 |
| 卷263 | 列傳第114 | 仇鉞 孫鸞 趙錦、神英 子周 曹雄、姜漢 子奭 奭子應熊 應熊子顯祚 顯祚子弼、馮禎 李鈜、張俊、安國 郭遡 |
| 卷264 | 列傳第115 | 楊宏、楊銳 崔文、張祐、桂勇、劉璽、萬表 子達甫 孫邦孚 曾孫泰、何卿、沈希儀、石邦憲 |
| 卷265 | 列傳第116 | 楊廷和、楊一清 |
| 卷266 | 列傳第117 | 梁儲、蔣冕、毛紀、費宏、石珤、張治 |
| 卷267 | 列傳第118 | 喬宇、孫交、彭澤、林俊 子達 韓邦問 張黻、陶琰 |
| 卷268 | 列傳第119 | 秦金、趙璜、鄒文盛、劉麟、梁材、蔣瑤、王廷相 |
| 卷269 | 列傳第120 | 胡世寧 子繼、李承勛、吳廷舉 弟廷弼 梁景行、鄭岳、范輅 |
| 卷270 | 列傳第121 | 廖紀、高友璣 錢如京 劉訒、楊志學、周期雍、顧應祥、張潤、王杲 王暐、潘潢 族父鑑、孫應奎 、方鈍、吳山、賈應春、鄭曉 子履淳、趙炳然 |
| 卷271 | 列傳第122 | 王縝、李充嗣、方良永、王爌 范鏞、王軏 屠楷 盧紳 楊行中、徐問、顧璘 從弟瑮、孫陞、尹臺、呂光洵、趙大佑 |
| 卷272 | 列傳第123 | 王憲、金獻民、李鉞、王時中、王以旂、王邦瑞、聶豹 |
| 卷273 | 列傳第124 | 王守仁、伍文定 邢珣 徐璉 戴德孺 |
| 卷274 | 列傳第125 | 鄒守益 子善 孫德涵 德溥 德泳、歐陽德、羅洪先 父循、何廷仁 黃弘綱、劉邦采 從兄文敏 族子曉 劉陽、魏良政 弟良器、徐愛 蔡宗袞 朱節、錢德洪、王畿、程文德、王艮、薛侃、蔣信 周衝、冀元亨、陸澄、林春 徐樾 |
| 卷275 | 列傳第126 | 毛澄、汪俊 兄僎 弟偉、吳一鵬、朱希周、何孟春、豐熙、徐文華、薛蕙 胡侍 侯廷訓 廷訓子一元 王祿 |
| 卷276 | 列傳第127 | 張璁、桂萼、方獻夫 |
| 卷277 | 列傳第128 | 席書 弟春 篆、霍韜 子與瑕、熊浹、黃宗明 從子元恭、黃綰 |
| 卷278 | 列傳第129 | 王思 王相、張原、毛玉、裴紹宗、張曰韜 胡瓊、楊淮、申良、張澯、仵瑜、臧應奎 胡璉 余禎 李可登 |
| 卷279 | 列傳第130 | 張翀、劉濟、安磐、張漢卿、王時柯 余翺 |
| 卷280 | 列傳第131 | 馬錄、唐樞、鄭一鵬、張逵 劉琦 盧瓊、沈漢 王科、杜鸞 |
| 卷281 | 列傳第132 | 鄧繼曾 劉最、朱淛 馬明衡 陳逅 林應驄、郭楠、韋商臣、劉安 劉士達、邵經邦、黎貫 王汝梅、馮恩 宋邦輔、楊名、黃直、郭弘化 周相 喻希禮 石金、劉世龍、黃正色、張選、顧存仁 高金 王納言、包節 弟孝 |
| 卷282 | 列傳第133 | 汪應軫、鄭本公、趙漢、章僑、許相卿、方鳳、彭汝實、顧濟、張錄 張祿、鄭洛書 |
| 卷283 | 列傳第134 | 鄭自璧、劉世揚、解一貫、楊言、陸粲、魏良弼、葉洪、錢薇、戚賢、劉繪 子黃裳 |
| 卷284 | 列傳第135 | 顧清 徐穆、湯沐、顧珀、楊果、王綖、張羽 、馬卿、陸深 倫文敘 唐皋、寇天敘、王德明 陸垹、朱裳、馬汝驥、張珩、鄒守愚、曾均、石永、萬虞愷 子廷言 孫建崑、周如斗 |
| 卷285 | 列傳第136 | 陳九疇、陳鳳梧、陳洪謨、張璉 雒昂 劉漳、胡東皋 宋冕、王應鵬 汪玉、劉天和、楊守禮、陳克宅、歐陽鐸、王儀 王學夔、趙時春、石簡 婁至德 |
| 卷286 | 列傳第137 | 汪元錫、潘塤、齊之鸞、孫懋、陳察、袁宗儒、汪珊、余珊、邢寰、許復禮、黃臣 |
| 卷287 | 列傳第138 | 羅欽順、呂柟、何瑭、張邦奇 族父時徹、余祐、崔銑、韓邦奇 弟邦靖、馬理、金賁亨 子立愛 立敬 立相、黃佐、魯邦彥 徐養相 |
| 卷288 | 列傳第139 | 李時、翟鑾、夏言、顧鼎臣、呂本、袁煒 |
| 卷289 | 列傳第140 | 唐龍 子汝楫、周用、聞淵、李默、萬鏜、胡松、宋景、屠僑、周延、潘恩、張永明 |
| 卷290 | 列傳第141 | 許銘、張文錦、蔡天祐、歐陽重、劉源清 子爾牧 馬津、詹榮、呂經、黃懋官 |
| 卷291 | 列傳第142 | 張嵿、盛應期、姚鏌 子淶、陶諧 孫大順 大臨、應檟、王鈁、熊桴、徐甫宰 王化 李佑 |
| 卷292 | 列傳第143 | 毛伯溫、唐冑、潘珍 族子旦 光、汪文盛 子宗伊 鮑象賢、張岳 |
| 卷293 | 列傳第144 | 汪鋐、張瓚、史道 曹嘉 閻閎、甘為霖、胡守中、吳鵬 歐陽必進、鄢懋卿、楊順 路楷 朱笈、魏謙吉 董威 孟淮 胡植、高燿 |
| 卷294 | 列傳第145 | 翟鵬 張漢、孫繼魯、曾銑、丁汝夔、楊守謙 王汝孝、商大節、王忬、楊選 |
| 卷295 | 列傳第146 | 朱紈、張經 周珫 楊宜、李天寵、胡宗憲 阮鶚、李遂 弟逢、唐順之、曹邦輔、劉景韶 丘陞、任環 吳成器 |
| 卷296 | 列傳第147 | 翁萬達、楊博 |
| 卷297 | 列傳第148 | 薛宗鎧 曾翀、楊最、楊爵、浦鋐、周天佐、劉魁、楊允繩、馬從謙、何光裕、沈束、郭希顏 |
| 卷298 | 列傳第149 | 桑喬 胡汝霖 伊敏生 陳策 鄭芸 沈良才 喻時、謝瑜 葉經、王曄 童漢臣、周怡、厲汝進 查秉彜 徐養正 劉起宗 劉祿、徐學詩、沈鍊、王宗茂、楊繼盛、周冕 |
| 卷299 | 列傳第150 | 馬永、杭雄、王效、梁震、周尚文、趙國忠、馬芳 趙岢 郭琥、劉漢、胡鎮 孫臏 趙溱 |
| 卷300 | 列傳第151 | 張世忠、王邦直 張鳳、張達 林椿、王相、李淶、郭都 丁碧、岳懋 薛蓁、殷尚質、陳鳯、李光啓 趙傾葵 蔣承勛 李彬 張紘 王恭 崔世榮 丁璋、李梅 楊璘 魯聰 黄演 郭江、楊照 線補衮 楊維藩、王治道 郎得功 |
| 卷301 | 列傳第152 | 邵清、毛憲、王鑾、鍾善經、梁焯 鄭一初、周鳳鳴 父倫、謝汝儀、蕭鳴鳳 高公韶、葉應驄 黃綰 藍田、王漸逵、李元陽、項喬、王與齡、周鈇、洪垣 方瓘 呂懷、徐申 曾孫應聘 羅虞臣、張謙、唐侃 林性之 彭簪、王問 子鑑 王穀祥、區益、張澤 |
| 卷302 | 列傳第153 | 徐階、高拱、張居正 |
| 卷303 | 列傳第154 | 李春芳、嚴訥 郭朴、陳以勤、趙貞吉、殷士儋、高儀 |
| 卷304 | 列傳第155 | 馬森、劉體乾、王廷 毛愷、葛守禮、劉采、郭宗皐 |
| 卷305 | 列傳第156 | 鄭世威、吳悌 子仁度、靳學顏、楊思忠 樊深 凌儒 王時舉 方新、瞿景淳 子汝稷 汝說、方廉、趙孔昭 冀鍊、萬恭、谷中虛、張鑑、江冶 楊豫孫 |
| 卷306 | 列傳第157 | 何維柏、趙錦、吳時來、張翀、董傳策、鄒應龍、林潤 |
| 卷307 | 列傳第158 | 海瑞、吳嶽、譚大初、嚴清、王遴、丘橓、袁洪愈 |
| 卷308 | 列傳第159 | 謝廷𦶜、黃卷、張緒、沈寵 子懋學 曾孫壽民、梅守德 貢靖國、章時鸞、查鐸 張棨、周思兼、王叔果、鄭文茂、顏鯨、李渭 |
| 卷309 | 列傳第160 | |
| 卷310 | 列傳第161 | |
| 卷311 | 列傳第162 | |

## 評價
負責纂修明史的官員遵照康熙帝為尊者諱的旨意，盡量少記載明朝皇帝的陰暗面。為了掩蓋明代皇帝的一些暴虐或昏庸行為，相關官員便把皇帝所犯的錯誤及責任推到大臣及太監身上，並列名於《明史·奸臣傳》，當中的「代罪羊」有胡惟庸、陳瑛、嚴嵩、周延儒、溫體仁、馬士英等。
《明史》部分內容有“偏頗”之處，例如抗倭名將張經之冤死，《明史》歸罪於内阁首辅严嵩，稱“（严）嵩皆有力焉。”，“时人多为其称冤”。但據時人王世贞指出，张经之死事實上與徐阶的挑撥有很大关系。
《明史》成於眾人之手，編修時間過長，被魏源批評其列傳繁冗，認為「可刪去十分之三」，而且指出「食貨、兵政諸志隨文鈔錄，全不貫串」，並否定此書出自萬斯同之手。
清人趙翼（1727—1814）认为《明史》是二十四史中的后几部史书中体例數一數二严谨的一部，在《論諸朝正史之優劣》曾說：“近代諸史，自歐陽公《五代史》外，《遼史》簡略，《宋史》繁蕪，《元史》草率，惟《金史》行文雅潔，敘事簡括，稍為可觀，然未有如《明史》之完善者。”又稱明史特點有三：“修于康熙时，去前朝未远，见闻尚接，故事迹原委多得其真”“经数十年参考订正，或增或删，或离或合，故事益详而文益简”“是非久而后定，执笔者无所徇隐于其间，益可征信”。
中国军事科学院军史研究室主任刘庭华指出修撰时间与史著品質成正比，时间越长，品質往往越高。反之，仓促草率成书，舛误陋劣必多，並稱时间是史著品質的重要保证之一，亦指出《明史》体例严谨，首尾连贯，材料翔实，文笔简洁，舛误很少，是自清代以来史家公认的一部品質上乘的史著；同時亦拿《明史》跟《元史》和《晋书》作對比，指出《元史》在政治壓力下草成，因此舛误甚多，内容前后重复、互相矛盾的地方随处可见；而《晋书》同樣错误百出，內容中鬼神妖异因果报应之说甚多，亦指出書中多有史事失实、疏漏，前后矛盾之处。
《劍橋中國史》評價道：「在二十四史中，《明史》被列為編纂得最仔細因而也是最可靠的史書之一。正史編纂者可以得到的許多資料如今已不復存在。另一方面也很明顯，正史對明朝歷史所作的解釋，是根據清朝政府官方的新儒學正統觀念。在這方面某種偏見是可以預料的。凡是涉及晚明時期明帝國與滿洲和蒙古的關係的題目，其論述必然是偏頗的。不過，作為一種資料，這部官修史書最嚴重的不利在於，在很大程度上代替它的明代原始資料儘管有所遺失，許多仍然存在。就此而論，值得在這裡指出，清代文字獄中禁止的大多數作品一直被保存下來，而大多數遺失的作品不在被禁之列。這可能是直到今天在許多國家看到的現象的又一種說明。一本被列入禁書名單的書，被認為有特殊價值，從而被小心地保存下來。禁令實際上是最有效的廣告形式。」

## 錯誤
《明史》错误之处很多，与原始资料《明实录》相比，很多记载矛盾、脱漏之处比比皆是。
有學者指出《明史》有《哈烈》、《黑娄》二传，事實上都是指阿富汗西部重镇赫拉特（Herat），這個失誤是受了哈烈、黑娄在《明实录》中并存的影響，又將统治者沙哈鲁当作地名。其记载东察合台汗国世系，特别是对吐鲁番的错误说法误导了很多学者。
《明史》卷二六五《施邦曜传》记海盗刘香的下場為“就擒”，卷260《熊文灿传》又记其“势蹙，自焚溺死”。曹甫之被殺，《洪鐘傳》記其為廖麻子所殺，《林俊傳》則記其為指揮李蔭所擒殺。《食货志》说正德时有皇庄三百余处，今查《明经世文编》夏言的奏疏，很明顯是三十余处之误。《明史·谢肇淛传》中讲谢肇淛是万历三十年的进士，事实是万历二十年，万历三十年並没有科举考试。《卓敬傳》記姚廣孝與卓敬有隙，廣孝進言勸成祖殺之，無其事。
《明史》稱鄭成功將魯王朱以海沉入海中殺死，事實上鄭成功去世乃先於魯王朱以海。魯王朱以海死後，其世子朱弘桓渡臺灣，得到鄭經的庇護，直至明鄭覆亡。
近代學者論《明史》之編修過程，往往對王鴻緒持有剽竊之成見，侯仁之則認為“兩百年來王氏所蒙誣妄，從此可以釋然矣。”。曾參與《明史》編修的汪由敦（1692-1758）則說：“王本列傳，聚數十輩之精華，費數十年之心力，後來何能追躅萬一，若存詆誹之見，非愚則妄。”，杨椿认为「王鸿绪史稿」乃攘窃徐元文之作，史实舛漏百出，“盖是非毁誉尚不足凭，不特纪志表传自为异同已也。”
也有现代学者曾根据浙江宁波天一阁所藏万斯同的《明史稿》著文，提到王永光这名在天启、崇祯年间夹在东林和阉党党争之间的重要人物，虽然万斯同撰写《明史稿》、王鸿绪增删时曾欲为王永光设列传，但到了张廷玉主持《明史》最终版本时，却不为王永光设列传，甚至连附在某人列传或阉党都没有。而且还提到原本万斯同想为陈嘉猷设立列传，但王鸿绪和张廷玉却顾虑到董山是努尔哈赤先祖之一，为了避讳而干脆删去陈嘉猷的列传。

## 其他參考史料
至於《明史》所不及見者，可參考《明實錄》、夏燮《明通鑑》、谷應泰《明史紀事本末》、談遷《國榷》、陳子龍《明經世文編》、張岱《石匱書》及《石匱書後集》、計六奇《明季北略》、《明季南略》、溫睿臨《南疆逸史》、徐鼒《小腆紀年》、《小腆紀年附考》、《小腆紀傳》、查繼佐《罪惟錄》、劉湘客《行在陽秋》、蔣臣《桐變日錄》、瞿昌文《粵行紀事》、全祖望《鮚埼亭集》、劉若愚《酌中志》等。又如焦竑的《國朝獻徵錄》，受到万斯同的高度评价：“搜采最广，自大臣以至郡邑吏，莫不有传。……可备国史之采择者，惟此而已。”乾隆年間，以于敏中、錢汝為等主編《明史考證》，多據《國朝獻徵錄》參校《明史》，但未刊行。光緒年間，王颂蔚得見《明史考證》殘本，再整理成《明史考证攟逸》四十二卷。

### 引用
1. ↑  秦艳君.钦定《明史》的初检视:清人的《明史》研究[J].史学理论与史学史学刊,2022,26(01):62-79.
2. 1 2 3  周佳榮. . 香港教育圖書公司. 1994. ISBN 962-290-721-0.
3. ↑  喬治忠《清朝官方史學研究》，第117-196頁；另，朱端強《萬斯同與〈明史〉修纂紀年》亦有四個階段，但與喬治忠有所不同，第10-17頁
4. ↑  《清世祖實錄》卷15
5. ↑  何冠彪《順治朝〈明史〉編纂考》
6. ↑  顺治十二年二月朱之锡上疏，奏请广泛征集与购求明季档案文献和史书，“因天启、崇祯年间事实散佚，参考无凭，遂致停搁”（《朱之锡传》）
7. ↑  杨椿：《孟邻堂文钞》，清嘉庆二十三年（1818年）刻本。
8. ↑  王鸿绪：《进呈列传表》
9. ↑  李富孙《鹤征录》卷一
10. ↑  王氏《横云山人集·雍正元年进呈明史稿疏》称：“计自简任总裁，阅历四十二年。或笔削乎旧文，或补缀其未备，或就正于明季之老儒，或资访于当代之博雅。要以恪遵敕旨，务出至公，不敢无据而作。今合纪、志、表、传共三百零十卷，谨录呈御览。”
11. ↑  卷二，《恭进敕修〈明史〉表》
12. ↑  杨椿《孟邻堂集·上明史馆总裁书》
13. 1 2  卷二，《上〈明史〉馆总裁书》
14. ↑  盧仙文、江曉原。《中国科技史料》1999年01期。《略论清代学者对古代历法的整理研究》：“梅瑴成自1712年被康熙召入蒙養齋後，先後主編《數理精蘊》、《歷象考成》，又預修明史，儼然以官方曆算家身份出現。觀其《明史曆志論》、《明大統歷論》、《明史回回曆論》、《明史天文志論》等簡短論述，與《明史》所載完全一樣（注：分別見《梅氏叢書輯要》卷六十二《操縵卮言》、《明史·天文志》、《明史·曆志》。）。所以笔者认为，《明史·天文志》、《明史·曆志》最後定稿，極可能出自梅瑴成之手。”
15. ↑  张廷玉主张“《明史》已成，是非已定。馆中原有《实录》及名人撰述，无庸再为考核。但当据《本纪》为纲，《志》、《传》为目，掇拾成之足矣。”（杨椿《孟邻堂文钞》卷二《上〈明鉴纲目〉馆总裁书》）
16. ↑  《清高宗純皇帝實錄》，卷983，乾隆四十年五月甲子
17. ↑  .《清史研究》1999年第4期（1999年11月15日出刊）
18. ↑  包世臣《艺舟双楫·眉峰先生小传》，乾隆四十二年重开明史馆，胡梅斥《明史》“为秽书，非史实，驳正十二处，二公不能从”。
19. ↑  《清高宗純皇帝實錄》，卷1032
20. ↑  毛奇龄在《西河合集·史馆兴辍录》稱：“自上开制科，以予辈五十人充《明史》馆官，而数年之间，即有告归者，有死者，有充试差者，有出使外国者，有作督学院使者，且有破格内生中堂并外转藩臬及州府者。自康熙己未至辛未，在馆者不过一二人。馀或升侍郎，或转阁学，或改通政使，全不与史事，而旧同馆官亦俱阑散。向之争进者，今亦告退。不惟史不得成，即史馆亦枵然无或至者。在五十人，多处士难进易退，且又老迈，十余年间，不禄者已三十人矣。第不知同馆多人，并不限数，何以一任其兴辍若此!”
21. ↑  《叙传二》
22. ↑  全祖望《鲒蜻亭集》卷二八《万贞文先生传》：“时史局中征士，许以七品俸称翰林院纂修官。学士欲援其例以授之。先生请以布衣参史局，不署衔，不受俸。总裁许之。诸纂修官以稿至，皆送先生覆审。先生阅毕，谓侍者日：'取某书某卷某叶，有某事当补人；取某书某卷某叶，某事当参校。'侍者如言而至，无爽者。”
23. ↑  阮葵生：《茶餘客話》卷九：“初修明史之時，徐東海延萬季野至京師主其事。時萬老矣，兩目盡廢，而胸中羅全史，信口衍說，貫串成章。時錢亮工尚未達，亦東海門下士，才思敏捷，授而籍之。錢晝則徵逐友朋，夕則晉接津要，夜半始歸靜室中。季野踞高足床上坐，錢就坑幾前執筆，隨問隨答，如瓶瀉水。錢據紙疾書，筆不停綴，十行並下。而其間受託請移袞鉞，乘機損益點竄，諸史官之傳紀，略無罅漏。”
24. ↑  《孟鄰堂集〉卷二《再上明鑑綱目館總裁書》
25. ↑  钱大昕：《潜研堂文集·万斯同传》
26. ↑  《出版大家張元濟：張元濟研究論文集》，海鹽縣政協文史資料委員會 張元濟圖書館編，第165頁
27. ↑  孙卫国. . 历史研究. 2018, (5).
28. ↑  万明; 解扬. . 北京联合大学学报(人文社会科学版). 2009, (1).
29. ↑  顧誠《論欽定《明史》作“奸臣傳”之微意——兼為嚴嵩等人重新定位》
30. ↑  《明史》卷308《严嵩传》
31. ↑  王世贞指出，徐阶家在松江华亭，“而是时倭事起，上以所蹂躏多（徐）阶乡，而（徐）阶又晓畅军事，以故数以询问（徐阶）……江南督臣张经素贵而汰，然老将能持重，守便宜，不轻与贼斗。而恶之者谓（张）经家在闽，故近贼，不欲击以市恩。而（徐）阶信之，数龁于上。其后（张）经破贼，卒不免于死。前后督臣杨宜、周珫斥，抚臣彭黯、屠大山、李天宠逮，（徐）阶有力焉。”。（《献征录》卷16《大学士徐公阶传》）
32. ↑  魏源，書明史稿一，《古微堂外集》
33. ↑  刘庭华《中国历史是干部的教科书》，《北京日报》，2007-04-02
34. ↑  [英]崔瑞德＆[美]牟復禮《1368-1644年劍橋中國明代史（上卷），中國社會科學出版社，1992年
35. ↑  陈洁. . 《古籍整理研究学刊》. 2018年, (第6期).
36. ↑  .   [2015-05-01]. （原始内容存档于2018-03-08）.
37. ↑  柴德赓：《史籍举要》
38. ↑  《明史卷一百十六　列傳第四　諸王一》：「以海轉徙台州，張國維等迎居於紹興，號魯監國。順治三年六月，大兵克紹興，以海遁入海。久之，居金門，鄭成功禮待頗恭。既而懈，以海不能平，將往南澳。成功使人沉之海中。」
39. ↑  侯仁之，〈王鴻緒明史列傳殘槁〉，原載《燕京學報》25（1939.6），頁213-238，現收於《明史編纂考》，頁231-59。
40. ↑  汪由敦，〈答明史館某論史事書〉，《松泉文集》
41. ↑  卷二，《再上〈明鉴纲目〉馆总裁书》
42. ↑  .   [2024-10-11]. （原始内容存档于2025-04-03）.《清史研究》1993年第2期。
43. ↑  万斯同《石园文集》卷七《与范笔山书》

## 延伸阅读
[在维基数据编辑]
 在维基文库阅读本作品原文（ 在维基共享资源阅览影像）
 《明史 (四庫全書本)》
 《欽定古今圖書集成·理學彙編·經籍典·明史部》，出自陈梦雷《古今圖書集成》